# Don't Cry for Me Argentina (versión de Madonna)
«Don't Cry for Me Argentina» es una canción grabada originalmente por la cantante británica Julie Covington. Fue compuesta por Tim Rice y Andrew Lloyd Webber para el álbum conceptual doble Evita (1976), que relata la vida de la política argentina Eva Perón. El álbum fue llevado al teatro como un musical a finales de la década de 1970, y en 1996 se estrenó la adaptación cinematográfica, dirigida por el cineasta Alan Parker y estelarizada por Madonna como Eva Perón. Luego de obtener el papel principal, consciente de que se evaluaría su capacidad para interpretar la partitura, la artista estadounidense se sometió a varios meses de entrenamiento vocal con la profesora Joan Lader. Esto le permitió ampliar su registro e incluir tonos que no había utilizado en sus trabajos anteriores. Su versión de «Don't Cry for Me Argentina» fue producida por Nigel Wright, Parker, Webber y David Caddick y figuró en la banda sonora de la película. Durante el primer día de las sesiones de grabación, Madonna enfrentó dificultades al interpretar la canción en frente de Lloyd Webber y en un entorno desconocido. Tras algunos intentos fallidos y ajustes en la producción, se adaptaron las sesiones para que trabajara en un estudio más cómodo y familiar, con un equipo reorganizado que favoreció su rendimiento.
La versión de Madonna es una balada melancólica de género pop orquestal que se interpreta en diferentes modalidades y cuya melodía se repite en varias ocasiones a lo largo de la banda sonora, de manera que se la utiliza como leitmotiv. La canción simula ser un discurso que pronunció Eva Perón en el balcón de la Casa Rosada, y la letra se describe como una declaración de su «devoción» a la clase trabajadora de Argentina. El tema salió a la venta como el segundo sencillo de la banda sonora de Evita —después de «You Must Love Me»— a través de la compañía Warner Bros. La primera fecha de lanzamiento tuvo lugar en el Reino Unido el 16 de diciembre de 1996, con vista a la temporada navideña, en un vinilo de siete pulgadas, casete y CD. El 11 de febrero de 1997, se publicó en los Estados Unidos en un vinilo de doce pulgadas y un maxi CD junto con varias remezclas producidas por los DJ Pablo Flores y Javier Garza, tituladas «Miami Mixes». Madonna, que expresó interés en grabar una versión dance del tema, rehízo las voces en inglés y español y se incorporó en la introducción el sample de un bandoneón argentino que suena como un acordeón.
En general, la versión de Madonna es considerada una de las mejores interpretaciones vocales de su carrera, además de que la crítica destacó su estilo distintivo y la capacidad de transmitir la vulnerabilidad de su personaje. No obstante, algunos críticos cuestionaron su inclusión en el grandes éxitos GHV2, mientras que otros rechazaron su interpretación y la compararon desfavorablemente con la versión de Patti LuPone. Desde el punto de vista comercial, encabezó las listas musicales de Canadá, España, Francia, Hungría y República Checa, además de figurar entre los diez primeros lugares en Australia, Nueva Zelanda y otros países europeos. En los Estados Unidos, ocupó la octava posición en el Billboard Hot 100, lo que marcó el primer top diez de Lloyd Webber en el conteo y su mayor éxito como compositor desde 1971. Para Madonna, representó su trigésimo sencillo en ubicarse entre los diez primeros, un récord que en ese momento solo superaban Elvis Presley y The Beatles. La canción también obtuvo discos de oro en algunos territorios europeos y vendió 2.1 millones de copias en todo el mundo para junio de 2019.
El videoclip, dirigido por Parker, se compone íntegramente de imágenes temporalmente secuenciales de Evita y retrata la escena en la que el personaje de Eva Perón interpreta la canción desde el balcón de la Casa Rosada ante una multitud reunida en la Plaza de Mayo. Originalmente, se les había negado el permiso de rodar la escena en el balcón presidencial, ya que el gobierno argentino temía posibles complicaciones y protestas de los peronistas. Sin embargo, se les permitió filmar en el balcón luego de una primera reunión entre Madonna y el presidente Carlos Menem, seguida de otra días después entre Parker y el elenco. La escena, descrita como la «más emblemática» y «crucial» de la película, constituye el núcleo emocional de la historia. Madonna incluyó la canción en todas sus presentaciones en Buenos Aires durante las giras The Girlie Show (1993), Sticky & Sweet (2008) y The MDNA Tour (2012). Además, una versión instrumental formó parte del repertorio de su Drowned World Tour (2001), y para The Celebration Tour (2023-2024) interpretó un fragmento en un mashup con «La isla bonita» (1987). En cada concierto llevaba como capa la bandera ucraniana o la bandera del orgullo, mientras que en las pantallas se proyectaban en homenaje imágenes de figuras históricas y artísticas. Aunque no es una canción original de Madonna, su interpretación inspiró a varios artistas y grupos que grabaron versiones, muchas de las cuales se incluyeron en álbumes tributo a la cantante.
«Don't Cry for Me Argentina» obtuvo el premio a mejor canción adaptada en la primera edición de los Online Film & Television Awards y fue nominada a otros galardones como los MTV Movie Awards y los Blockbuster Entertainment. Asimismo, fue considerada para formar parte del listado 100 años... 100 canciones del American Film Institute (AFI). En evaluaciones retrospectivas, el sencillo fue reconocido como uno de los más importantes de Madonna e incluido en numerosas listas de los más destacados de su discografía. Además, representó uno de los mayores logros de su carrera en las listas musicales de la década de 1990, siendo su versión la más reconocida y popular a nivel mundial. El lanzamiento de las remezclas dance contribuyó, según varios críticos, a que la canción se consolidara como un éxito pop internacional.

## Antecedentes

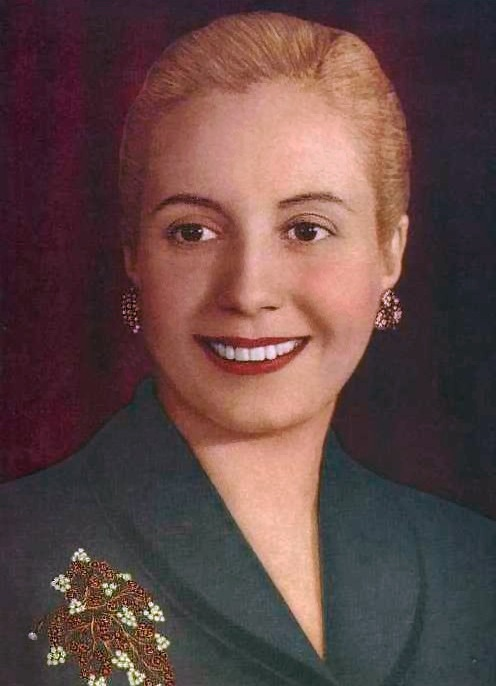
Madonna interpretó el papel principal de Eva Perón (en la imagen) en la película Evita, una adaptación del musical del mismo nombre.

En noviembre de 1976, salió a la venta un álbum conceptual doble titulado Evita, compuesto por Andrew Lloyd Webber y con letras de Tim Rice, que relataba la vida de la política Eva Perón, quien fue primera dama de Argentina y segunda esposa del expresidente Juan Domingo Perón. Ambos autores concibieron y ejecutaron el disco originalmente como una grabación completa, cohesiva y conceptual antes de representarla en el escenario, tal como hicieron con su anterior proyecto colaborativo, Jesus Christ Superstar (1970). Evita logró popularidad en varios países europeos, así como en Australia, Sudáfrica y América del Sur. Del álbum se produjeron tres sencillos, entre los que figuró «Don't Cry for Me Argentina», grabado por primera vez por la cantante Julie Covington. Posteriormente, el álbum fue adaptado como musical, que se representó en el West End en junio de 1978, con Elaine Paige como Evita, y en Broadway en septiembre del año siguiente, con Patti LuPone en el papel principal.
Publicado el 12 de noviembre de 1976 como el sencillo principal del álbum, «Don't Cry for Me Argentina» alcanzó el primer puesto en Australia, Bélgica, Irlanda, Nueva Zelanda, los Países Bajos y el Reino Unido. En este último país, obtuvo un disco de oro y vendió más de un millón de copias. Considerada una de las canciones más interpretadas de la historia, es además la más conocida de la obra teatral y constituye el tema central y emblemático del espectáculo. Desde su lanzamiento original, pasó a ser una elección frecuente para «cualquier aspirante a estrella de Broadway», y ha sido versionada por múltiples artistas como ABBA, Donna Summer, Joan Báez, Karen Carpenter, Olivia Newton-John y Sinéad O'Connor. También fue grabada como una versión instrumental por la banda The Shadows en 1979, que incorporó cuerdas y arpa.
Luego de muchos años de planificación, en diciembre de 1996 se estrenó la adaptación cinematográfica del musical, también titulada Evita, que contó con la producción de Robert Stigwood, Andrew G. Vajna y Alan Parker —quien también la dirigió— y la actuación estelar de Madonna como Eva Perón, Jonathan Pryce como Juan Domingo, Antonio Banderas como Che y Jimmy Nail como Agustín Magaldi. Madonna, que anheló por años interpretar lo que consideraba «el papel de su vida», envió a Parker una carta de cuatro páginas «extraordinariamente apasionada y sincera» en la que le detallaba que nadie más que ella podía representar a Eva Perón, además de que «cantaría, bailaría y actuaría con toda su alma» y dejaría sus proyectos en suspenso para dedicar todo su tiempo al filme. Sintió que podía reconocerse en ella porque fue «incomprendida, odiada y amada al mismo tiempo», sumado a que veía tantos paralelismos en su vida con los que se sentía identificada que estaba segura de que «podría interpretarla mejor que cualquier actriz». Declaró: «[Evita] Fue terriblemente incomprendida, difamada, retratada de forma demoníaca, y los medios hacen eso conmigo. [...] Tenía un deseo increíble de lograr algo con su vida. Lo que hizo, lo que consiguió, requirió un enorme coraje, y puedo relacionarme con eso». Parker habló con Madonna por teléfono y luego se reunieron un par de veces. El director, considerando la «exitosa» carrera musical de la cantante, necesitaba saber cuánto estaba dispuesta a aportar a la película, y más tarde evidenció que dedicaría una «enorme cantidad de tiempo, concentración y esfuerzo durante un período muy largo». Luego de varias reuniones a las que describió como «angustiosas», Madonna finalmente obtuvo el papel principal. Con el fin de prepararse para el filme, leyó libros sobre los Perón y realizó una exhaustiva investigación sobre el lugar de Eva en la historia argentina, que incluyó un viaje a Buenos Aires donde entrevistó personalmente a varios de los contemporáneos de la pareja.

## Desarrollo

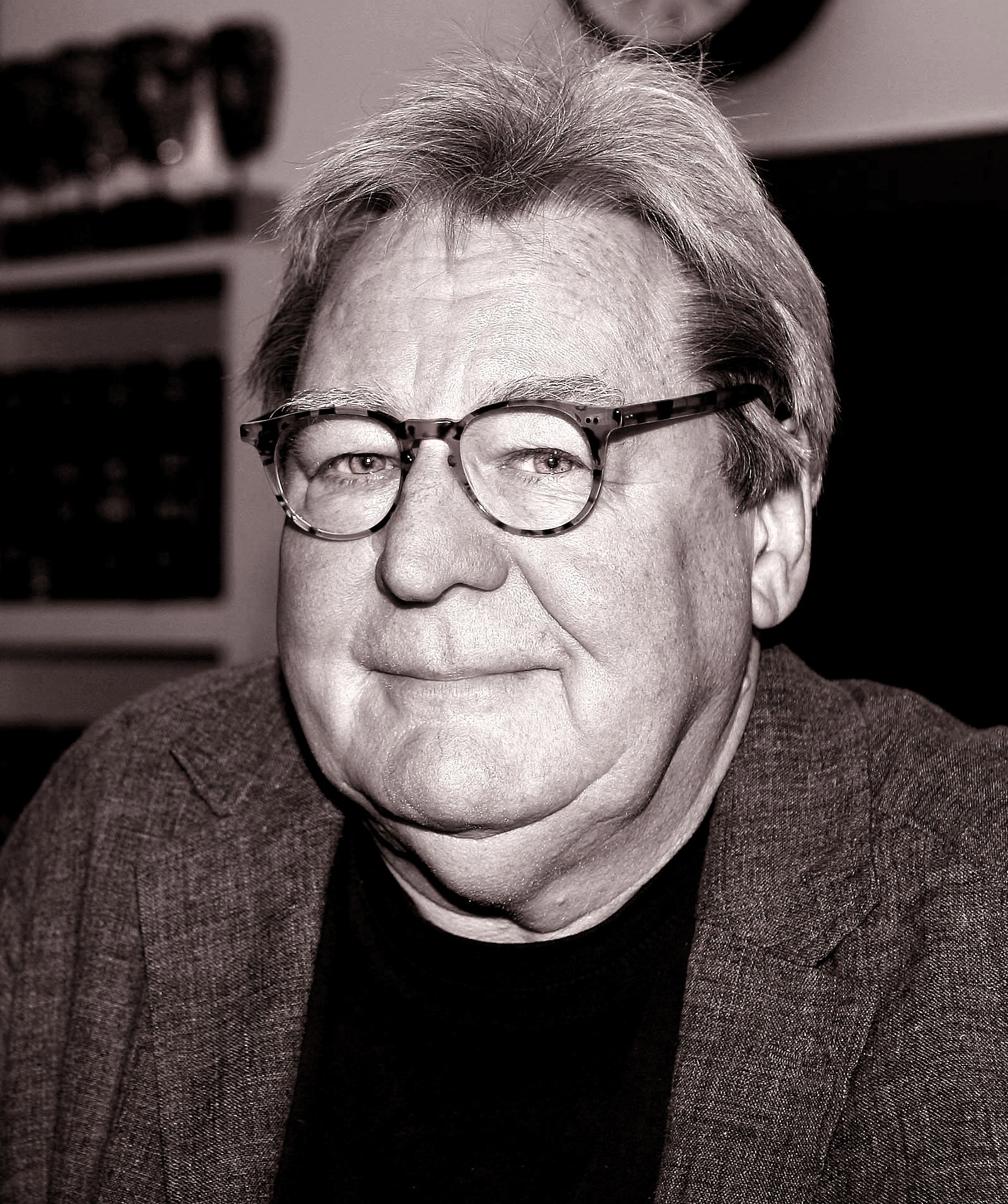
Alan Parker, director de la película, quedó complacido al escuchar la nueva voz de Madonna y declaró que «todos nos quedamos atónitos ante la fuerza de su canto».

Parker y Webber eligieron a Madonna para el papel principal, aunque con ciertas reservas, ya que, si bien era conocida por su serie de éxitos pop, al principio no estaban completamente convencidos de que sus dotes vocales estuvieran a la altura de las canciones del musical. Muchos de los temas de la obra, en especial «Don't Cry for Me Argentina», requerían un amplio registro y eran notoriamente difíciles de cantar, incluso para cantantes experimentados en el teatro musical. Webber en particular se mostró preocupado por la capacidad de Madonna para cantar las partes «más legítimas y operísticas de su partitura». La artista sabía que no era la primera opción del compositor y añadió: «No creo que le entusiasmaran mis dotes como cantante. Sabía que tenía todo en contra. Es una posición incómoda. Sientes que todo el mundo está esperando que tropieces». Al final, Rice abogó por la causa y convenció a los demás de que le otorgaran el papel, y el entusiasmo contundente de la cantante y sus «sinceras promesas» terminaron de persuadirlos. Al ser aceptada en el filme, consciente de que se evaluaría su capacidad para interpretar la partitura, se preparó meticulosamente debido a las exigencias impuestas por el musical. En una entrevista, expresó: «Cuando me senté con el director musical y escuché todo el material que tenía que aprender, pensé, "tengo que trabajar con alguien en esto"». Para ello, antes de iniciar las grabaciones de la banda sonora, tomó clases de entrenamiento vocal en Nueva York durante varios meses con la profesora Joan Lader, una figura respetada en el mundo de la música, quien anteriormente enseñó a otras artistas como Roberta Flack, Dianne Reeves y Patti LuPone. Estaba decidida a cantar la partitura tal como la compuso Webber y «a no hacer trampas de ninguna manera», según expresó Parker.
Las clases le resultaron difíciles y se vio obligada a esforzarse «como nunca antes», en vista de que necesitaba llevar su voz a lugares donde nunca había llegado, por períodos prolongados y con control total debido al estilo operístico de la obra. Tal como expresó el supervisor musical David Caddick: «Básicamente, tuvo que volver al punto de partida y aprender a cantar de una manera completamente nueva». Lader le enseñó a controlar el diafragma y colocar correctamente la voz en lugar de solo cantar desde la garganta, un error común entre muchos cantantes de pop y rock sin formación, así como a mejorar su dicción y proyectarla de manera más específica y estructurada. En el transcurso de tres meses, amplió su registro y aprendió la partitura de Evita con Caddick, quien llevaba varios años trabajando con Webber como director de sus espectáculos. Madonna, que reconoció que solo había utilizado una parte de su voz, se percató más tarde de cuán importantes fueron las lecciones porque, una vez que pudo acostumbrarse a utilizar adecuadamente su «herramienta», como la llamaba su profesora, pudo alcanzar notas más agudas que su propia voz no reconocía. Incluso, cada noche llamaba emocionada a sus amigos, a quienes les cantaba «a todo volumen». En diálogo con Los Angeles Times, profundizó:

Requería utilizar un registro superior al que no estaba acostumbrada. Mi profesora de canto, Dios la bendiga, me dio confianza. Desde el principio me dijo, «vas a hacer esto, y lo harás bien». Pero estaba asustada. De repente, descubrí que estaba utilizando solo la mitad de mi voz. Hasta ese momento, básicamente había aceptado que tenía un registro muy limitado, lo cual está bien. Anita O'Day y Édith Piaf también tenían rangos muy limitados, y soy una gran admiradora de ambas. Así que pensé que me las arreglaría lo mejor que pudiera con lo que tenía.

Tras recibir críticas a lo largo de su carrera por sus limitaciones vocales y poner en duda su capacidad para el teatro musical, la artista estaba «encantada» de descubrir que tenía más capacidad de la que imaginó. Lader mencionó que «Evita es teatro musical de verdad, es operístico, en cierto sentido», en tanto que el biógrafo y periodista J. Randy Taraborrelli observó que, gracias al entrenamiento, su voz se volvió «robusta, rica y teatral». De manera similar, Caddick compartió esta opinión al decir que la cantidad de entrenamiento y práctica demostró que estuvo «a la altura rápidamente. Tenía la capacidad natural de alcanzar las notas agudas y graves necesarias». Además, recordó que en su voz había una «pureza maravillosa, como de campana, que te obligaba a escuchar». Por su parte, Parker declaró que «todos nos quedamos atónitos ante la fuerza de su canto; llegó a notas que yo creía que estaban fuera de su alcance». En una entrevista años después, Madonna admitió que «encontrar» su voz resultó un «buen hallazgo».

## Grabación
| Tuve que trabajar muy en serio con una profesora de canto para mejorar la fuerza y la convicción de mi canto. [...] La primera canción que querían que grabara era «Don't Cry for Me Argentina», que es la más difícil. Creo que casi me pongo a llorar. Me sentía muy intimidada. A mitad de las sesiones de grabación, empecé a relajarme. —Madonna sobre la grabación de la canción. |

La grabación de «Don't Cry for Me Argentina», así como el resto de las canciones de la banda sonora de Evita, se llevó a cabo en los estudios CTS de Londres (Inglaterra) en octubre de 1995, unos meses antes de que empezara el rodaje de la película. La producción quedó a cargo de Parker, Webber, Caddick y Nigel Wright, y este último también realizó la mezcla junto con David Reitzas en los Larrabee Studios North (North Hollywood). Reitzas trabajó con la cantante en los sencillos del recopilatorio de baladas Something to Remember (1995), su último proyecto editado antes de Evita. Webber y David Cullen fueron los responsables de la orquestación, bajo la dirección del estadounidense John Mauceri, quien también dirigió gran parte de las canciones del álbum. Reitzas, Dick Lewzey, Robin Sellars y Mark «Spike» Stent fueron los ingenieros de audio y Dave Collins se encargó de la masterización en los estudios A&M Mastering, ubicados en Los Ángeles.
Aunque Madonna era una cantante experimentada, las canciones del material le resultaron muy desafiantes, puesto que requerían una sensibilidad vocal muy diferente respecto a lo que estaba acostumbrada a hacer. Aunado a ello, en la película no había diálogos, sino que todas las líneas eran cantadas y la historia debía representarse mientras se cantaba. En el primer día de las sesiones, el 2 de octubre, Caddick sugirió empezar con «Don't Cry for Me Argentina», la más famosa y exigente del musical, por lo que la artista debió cantar delante de Webber y acompañada de una orquesta de ochenta y cuatro músicos. Para Caddick, abordar la canción implicó partir «desde cero», sin importar cuánto se la conociera, e investigar qué era lo que quería transmitir la escena para poder desarrollarla con los intérpretes.
Si bien había pasado semanas tomando clases intensivas para prepararse, la artista seguía muy nerviosa y temía cantar para Webber. No se sentía cómoda trabajando con un guía vocal ni con una orquesta con tanta gente dentro del estudio simultáneamente, pues acostumbraba a escribir sus propias canciones, elegir los productores y músicos y decir qué sonaba bien y qué no. Además, a diferencia del método habitual de las grabaciones de musicales, la artista solía cantar sobre una pista de acompañamiento pregrabada en un espacio relativamente pequeño e íntimo, una práctica común en la música pop y rock, para que los músicos no la escucharan si cometía errores comunes del proceso de grabación.

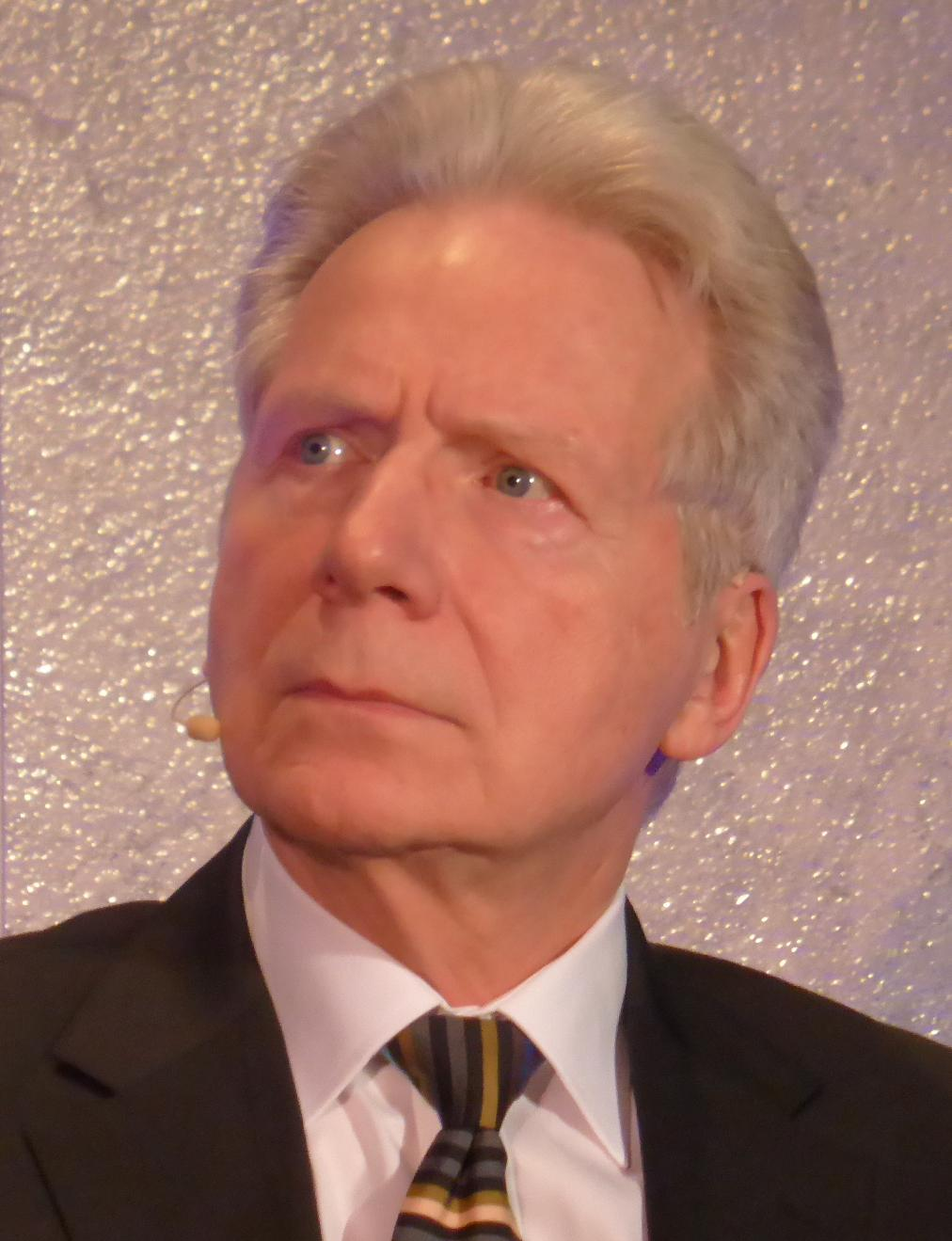
Por sugerencia de Webber, el estadounidense John Mauceri (imagen) fue contratado como director de orquesta para las sesiones de grabación de «Don't Cry for Me Argentina».

La combinación de nervios y un escenario desconocido e incómodo para ella contribuyeron a que aquella jornada de trabajo resultara ser mucho más difícil de lo que había previsto, pese a que trabajar en un estudio de grabación le habría dado en un principio la oportunidad de adaptarse al proyecto en un ambiente más familiar y cómodo. De acuerdo con la autora Lucy O'Brien, se trataba de un entorno que ella «no podía controlar, con un protocolo y unas expectativas completamente diferentes». La magnitud de la situación era tan intimidante que le resultó difícil actuar. Tras horas de «tensos y fallidos» intentos durante la grabación de la canción, Madonna se vio disgustada por la calidad de su interpretación e intimidada por la situación. Descrita como una experiencia «desconcertante», sintió que fue un «completo desastre» y después lloró porque pensó que había hecho un trabajo «espantoso». En su opinión, había una «cantidad enorme de expectativas» para ese momento, razón por la que se sintió «petrificada». La cantante recordó:

Estaba en el estudio de grabación con productores y compositores extraños, una orquesta enorme y un gran desafío por delante. Estaba muy nerviosa porque sabía que [Webber] tenía reservas respecto a mí, y aquí estaba yo cantando la canción más difícil de la obra. De repente, ahí, con todos por primera vez, fue realmente tenso. ¿Cómo puedo seguir? No puedo trabajar así. Soy una artista, no una marioneta.

Dejó claro que no estaba dispuesta a continuar trabajando bajo esas condiciones, lo que provocó un cambio de planes. Parker reveló que ese primer día fue una «auténtica pesadilla» y lo llamó un «lunes negro». Webber, presente en el estudio, se mostró «furioso por todo», pues consideró que la actuación de ella no estuvo a la altura y quedó disgustado con la interpretación de los instrumentos, la disposición de todos los músicos y hasta la proximidad de los violines a la pared del estudio. Sin embargo, no la culpó por los problemas, sino que decidió despedir a toda la orquesta y contratar a un nuevo director para continuar con las sesiones. A Jimmy Nail, compañero de reparto de Madonna, también le pareció un primer día «angustioso» y agregó que todos estaban tensos y ansiosos. Pese a ello, a diferencia de Webber, el actor reconoció la voz «limpia, pura e impresionantemente fuerte» de Madonna, incluso en los registros más bajos, y destacó su actuación vocal en la canción, al aportarle una «calidad y profundidad que nunca antes habían tenido». Por su parte, Caddick señaló que ella «la afrontó sin ningún bagaje previo y pudo encontrar su propia interpretación, algo nuevo, algo fresco, [y] creo que redescubres la melodía como si fuera completamente nueva».
Luego de una reunión de emergencia entre el director, la cantante y Webber, este último sugirió contratar a John Mauceri para que dirigiera la orquestación en los CTS Studios junto con Parker y Wright, mientras que ella, su ingeniero vocal, Caddick y Parker continuarían grabando las voces en Whitfield Street (Londres), un estudio más contemporáneo, similar a aquellos en los que estaba acostumbrada a trabajar, cuyo ambiente era más propicio y en el que se sentiría más a gusto.

## Composición

### Música
Descrita como «lúgubre» y «emotiva», la versión de Madonna es una balada melancólica operística de género pop orquestal, hecha «a medida para que el público saque los pañuelos». Aquí, la cantante explora el teatro musical y su voz se destaca por alcanzar notas más altas. Se interpreta en diferentes modalidades; en este sentido, la canta «triunfalmente en la cúspide de las fortunas de Evita» y luego «de manera heroica» cuando su personaje está muriendo de cáncer. Según la partitura publicada en Musicnotes por Universal Music Publishing Group, se establece en un compás de 4/4, con un tempo «despacio» de 90 pulsaciones por minuto. Está compuesta en la tonalidad de do mayor y el registro de Madonna se extiende desde las notas sol3 a do5. Sigue una progresión armónica de do-fa/do-sol7/do-do en la primera estrofa, cuando recita It won't be easy, you'll think it strange / When I try to explain how I feel / That I still need your love, after all that I've done («No será fácil, te parecerá extraño cuando intente explicarte cómo me siento; que aún necesito tu amor después de todo lo que he hecho»).
Tal como en el musical, la melodía se repite en varias ocasiones a lo largo de la banda sonora, de manera que se la utiliza como leitmotiv. De acuerdo con Renata Polt, del periódico The Journal, Madonna prefiere «ronronear» la canción con una voz de «niña pequeña». Inicia solo con el sonido de las cuerdas, a las que pronto se añade un arpa. La voz de Madonna suena competente, aunque ocasionalmente se desliza hacia un tono más estridente y emplea el vibrato a lo largo de toda la pieza. La segunda estrofa incorpora una ligera percusión con guitarra acústica, y el segundo estribillo crece en intensidad y se vuelve más fuerte y rítmico. Se aprecia un acompañamiento de cuerdas y una sección de viento metal que alcanza su clímax a medida que la canción llega a su crescendo. Los platillos marcan el final del tema y luego se desvanece.

### Letra

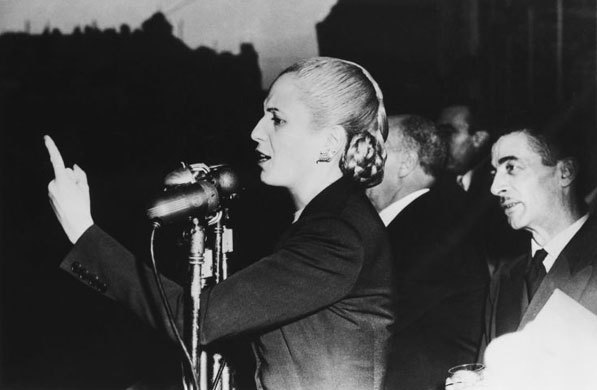
La letra de «Don't Cry for Me Argentina» simula ser un discurso que pronunció Eva Perón en el balcón de la Casa Rosada frente a los llamados descamisados.

La canción simula ser un «emotivo» discurso pronunciado por Eva Perón en el balcón de la Casa Rosada frente a los llamados descamisados, y es descrita como un poema de amor «profundamente conmovedor y lleno de disculpas hacia el pueblo». La letra presenta a Evita como una persona común, «humilde y de corazón sangrante, dedicada al igualitarismo social y político». Simboliza una declaración «simple y enérgica de su devoción a la clase trabajadora de Argentina», en la cual explica el amor que siente por su país y su pueblo y espera que le correspondan. Asimismo, es un reconocimiento de su necesidad de «salir de las clases bajas para encontrarse a sí misma vestida de gala».
El personaje canta con honestidad sobre cómo tuvo que cambiar para no «dejar pasar la oportunidad», y expresa un deseo latente de renunciar a su éxito por la culpa que siente debido a su «ascenso a la gloria». En este sentido, se la considera también una «especie de disculpa». Cuando Madonna recita I never left you («Nunca los dejé»), significa que, en su corazón, «nunca abandonó sus raíces de clase baja». La letra consolida la posición de Eva Perón ante las masas, así como sus conexiones con la clase trabajadora, incluso cuando «consigue liberarse de sus raíces socioeconómicas», pero también recuerda al público su enfermedad y muerte, razón por la que pide al pueblo que no llore por ella.

#### Análisis
| ¿Una política sincerándose en un vago gesto de humildad? Una mezcla impía de falsa humildad, populismo y egoísmo no disueltos en un entorno adecuadamente grandioso, en el que el egoísmo de Madonna choca con el de Eva Perón y crea una especie de agujero negro para cualquiera que se encuentre cerca. —Análisis del autor Rikky Rooksby sobre la letra de la versión de Madonna. |

Según el autor Rikky Rooksby, la letra tenía muchas frases resonantes que Madonna aprovechaba para hacer una especie de «declaración indirecta sobre sí misma». Del mismo modo, Sal Cinquemani, de Slant Magazine, sintió que era «leal y a la vez extrañamente autobiográfica». Particularmente, la cantante recita And as for fortune, and as for fame / I never invited them in / Though it seemed to the world they were all I desired / They are illusions / They're not the solutions they promised to be («Y en cuanto a la suerte, y en cuanto a la fama, nunca las invité a entrar, aunque al mundo le pareciera que era todo lo que deseaba / Son ilusiones, no las soluciones que prometían ser»), que podría describir «tanto la justificación de Madonna como la de Evita para su ambición», según la biógrafa Barbara Victor. Más aún, para Patti Hartigan, del Tampa Bay Times, el verso All through my wild days / My mad existence / I kept my promise / Don't keep your distance («A lo largo de mis días salvajes, en mi loca existencia, mantuve mi promesa; no te me alejes») parecía escrita especialmente para ella. Según Greg Kot, del Chicago Tribune, canta la letra como si «empatizara plenamente con los problemas de imagen de [Eva] Perón».
Otro análisis sobre la letra de la versión de Madonna provino de Peter Chumo en el libro Evita, Inevitably (2014). El autor la describió como una «especie de disculpa por haber llegado a la cima, por haber abandonado las propias raíces», pero, al mismo tiempo, «permite a Eva deleitarse con su nueva fama y sus privilegios». Así, el número expresa la «dualidad esencial del éxito estadounidense: ansiar la fama y la fortuna y, a la vez, sentirse obligado a justificar el propio éxito una vez alcanzado». Peter Travers observó que Madonna canta el tema en la película para demostrar que «es como cualquier persona común», mientras que Owen Gleiberman, de Entertainment Weekly, sugirió que podría ser el emblema de la «confusa impersonalidad» de Eva, en el sentido de que le canta una «tierna balada de amor a... las masas campesinas». Por otro lado, Justin Myers, de The Guy Liner, eligió el verso I had to let it happen, I had to change / Couldn't stay all my life down at heel, looking out of the window, staying out of the sun («Tenía que dejar que sucediera, tenía que cambiar; no podía pasar toda mi vida abatida, mirando por la ventana, evitando el sol») como el más destacado de la canción.

## Publicación
Desde el principio, «Don't Cry for Me Argentina» fue pensado como el segundo sencillo de la banda sonora de Evita, después de «You Must Love Me». Stu Cohen, vicepresidente sénior de promoción de Warner Bros., mencionó que era «el siguiente paso lógico para este proyecto». Warner fijó tentativamente su lanzamiento el 9 de diciembre de 1996, coincidiendo con el estreno de la película en Nueva York y Los Ángeles y con la temporada navideña. Sin embargo, se lanzó comercialmente en forma oficial una semana después en el Reino Unido, en un vinilo de siete pulgadas y un casete en los que se añadió como lado B «Santa Evita», otra de las canciones de la banda sonora. No obstante, la versión de Madonna pudo escucharse por primera vez durante un desfile de moda organizado por el diseñador británico John Galliano en París (Francia) a mediados de marzo de 1996, muchos meses antes de su lanzamiento.
La portada del sencillo, tomada por el fotógrafo David Appleby, muestra una imagen de Madonna extraída del videoclip de la canción, en el momento en que interpreta el tema desde el balcón de la Casa Rosada. A principios de enero de 1997, Warner Bros. lanzó a las radios estadounidenses la versión completa del tema, con una duración de cinco minutos y medio, y otra editada de 4:49. No obstante, con el objetivo de impulsar las ventas de la banda sonora, la discográfica originalmente no planeó ninguna publicación comercial del sencillo en el país. Se editó un vinilo de siete pulgadas en Francia y un casete en Australia, mientras que el CD incluyó, además de «Santa Evita», la canción «Latin Chant». A finales de julio de 1997, «Don't Cry for Me Argentina» figuró en Selections from Evita, una edición de la banda sonora de un solo disco que incluía una selección de las canciones más destacadas del material. En noviembre de 2001, la versión editada para las radios formó parte del segundo álbum de grandes éxitos de Madonna, GHV2, y en septiembre de 2006 la versión tradicional interpretada por la cantante se incluyó en el recopilatorio dedicado a Lloyd Webber, The Andrew Lloyd Webber Divas.

## Remezclas

### Contexto y grabación

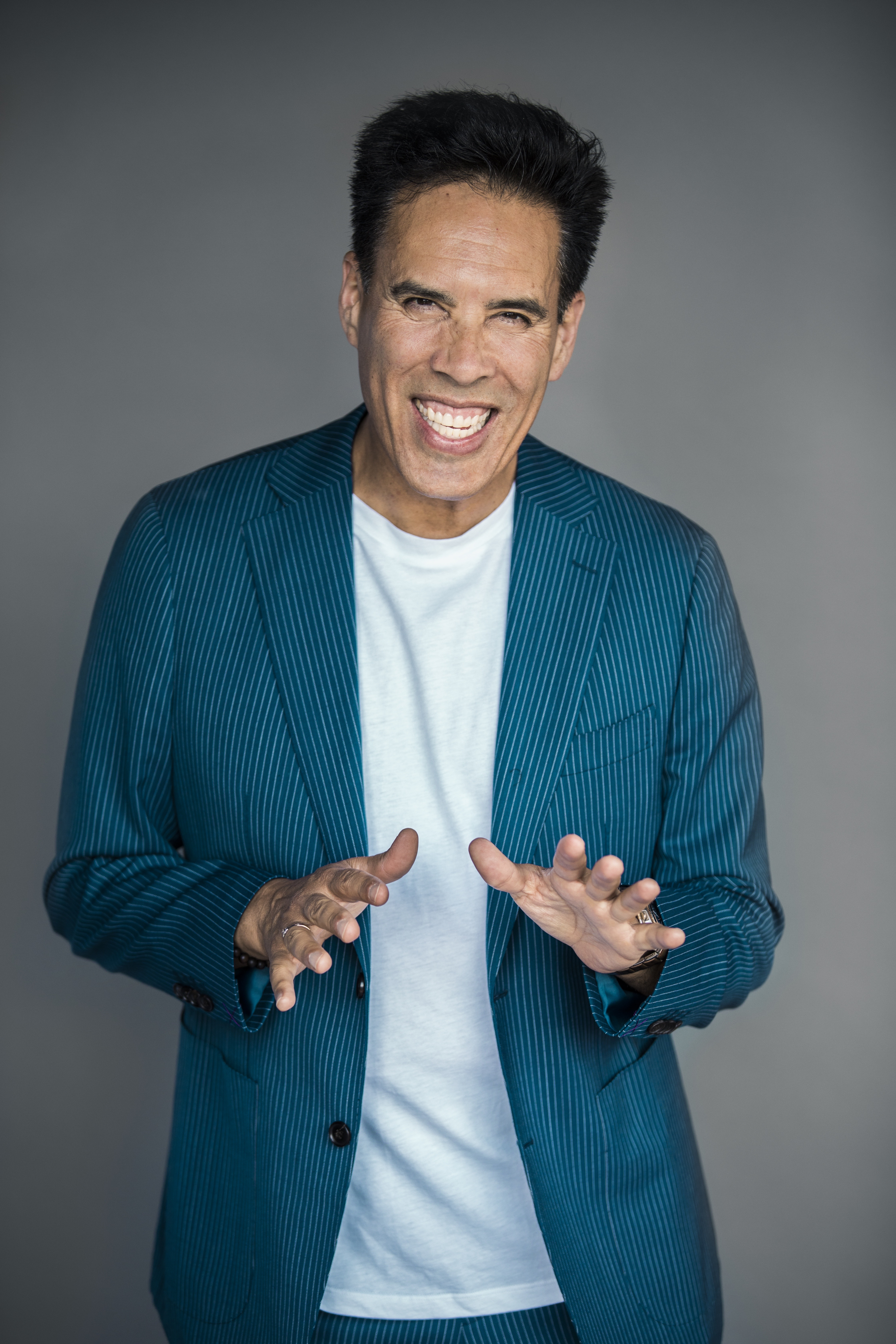
El compositor estadounidense Freddie Ravel (imagen) tocó un solo de piano en las remezclas de «Don't Cry for Me Argentina».

Desde el comienzo de la producción de la adaptación cinematográfica de Evita, Madonna expresó su deseo de grabar una versión dance de «Don't Cry for Me Argentina» como forma de poner «su propio sello» a la canción. Además, según la cantante, la versión clásica iba a tener dificultades para sonar en la radio. Liz Rosenberg, su publicista, mencionó: «Como no escribió la letra ni compuso la música, quería su firma en esa canción. No puede resistirse a dar su toque personal a un proyecto. Creo que, en su mente, la mejor manera de hacerlo era ir al estudio y trabajar en una remezcla».
Madonna buscaba «algo que fuera bailable, aunque fiel al filme y a Argentina», con un toque latino y elementos de tango, pero manteniendo la integridad de la canción. Así, en agosto de 1996, mientras aún se mezclaba la banda sonora, contrató a los DJ y productores Pablo Flores y Javier Garza, reconocidos mundialmente por sus aportes en este sentido a varios sencillos de Gloria Estefan y su banda Miami Sound Machine, así como por su trabajo con otros artistas como Jon Secada, Ricky Martin y Jennifer Lopez.
Los arreglos tuvieron lugar en Miami y luego se trasladaron a Los Ángeles, donde Madonna rehízo las voces en inglés y español. Además, se incorporó en la introducción el sample de un bandoneón argentino que suena como un acordeón. El compositor de jazz estadounidense Freddie Ravel tocó un solo de piano en las versiones nuevas. La cantante había escuchado una de las canciones de su álbum Sol to Soul y, a través de su representante, le solicitó participar en las remezclas. Durante las sesiones, le expresó que buscaba un sonido similar a la obra de Cachao López en el piano. Ravel mencionó que «lo pasamos muy bien, fantásticamente, me gustó trabajar con ella en el estudio». Las sesiones de grabación se completaron en dos semanas.

### Descripción y recepción
| Cuando esta versión enérgica de la gran balada de Evita suena a todo volumen por los altavoces de los lugares de moda de Nueva York y Los Ángeles, se produce una avalancha hacia la pista de baile que no se veía desde los viejos tiempos de, bueno, de la música dance de Madonna. —Liz Smith, del Sarasota Herald-Tribune, sobre las remezclas de la canción. |

Según Madonna, las versiones nuevas, tituladas «Miami Mixes», representan una combinación de la época de la película, de la música disco y la actual con un toque latino. De género house con influencias del tango, se caracterizan por un tempo completamente distinto al de la versión orquestada original, con ritmos de club. Además, incorpora guitarras flamencas y españolas, maracas, líneas de piano y un ritmo de fondo «animado y enérgico» que recuerda al arreglo de música disco de 1979 del grupo estadounidense Festival.
En total, se crearon seis remezclas de la canción que eran, básicamente, versiones extendidas o en espanglish de la misma mezcla. Las dos primeras —«Miami Mix Alternate Ending» y «Miami Spanglish Mix»— incluyen el puente añadido al último. El final de la primera es más larga, con ocho minutos de duración, mientras que en la segunda, de siete minutos, se perciben más las influencias del tango. Para esta última, se añadieron castañuelas y Madonna grabó voces nuevas, así como un segundo estribillo enteramente en español, donde recita el título «No llores por mí, Argentina». En opinión de José F. Promis, de AllMusic, la versión definitiva del sencillo es «Miami Mix Edit», de siete minutos y medio, que incorpora partes instrumentales con violines y piano sintetizados. También se destaca una versión dub, una instrumental y una edición de menor duración de «Spanglish Mix». Además de «Don't Cry for Me Argentina», Flores y Garza también se encargaron de reelaborar «Buenos Aires», otro de los temas de Evita, que posteriormente se lanzó como sencillo promocional de la banda sonora.

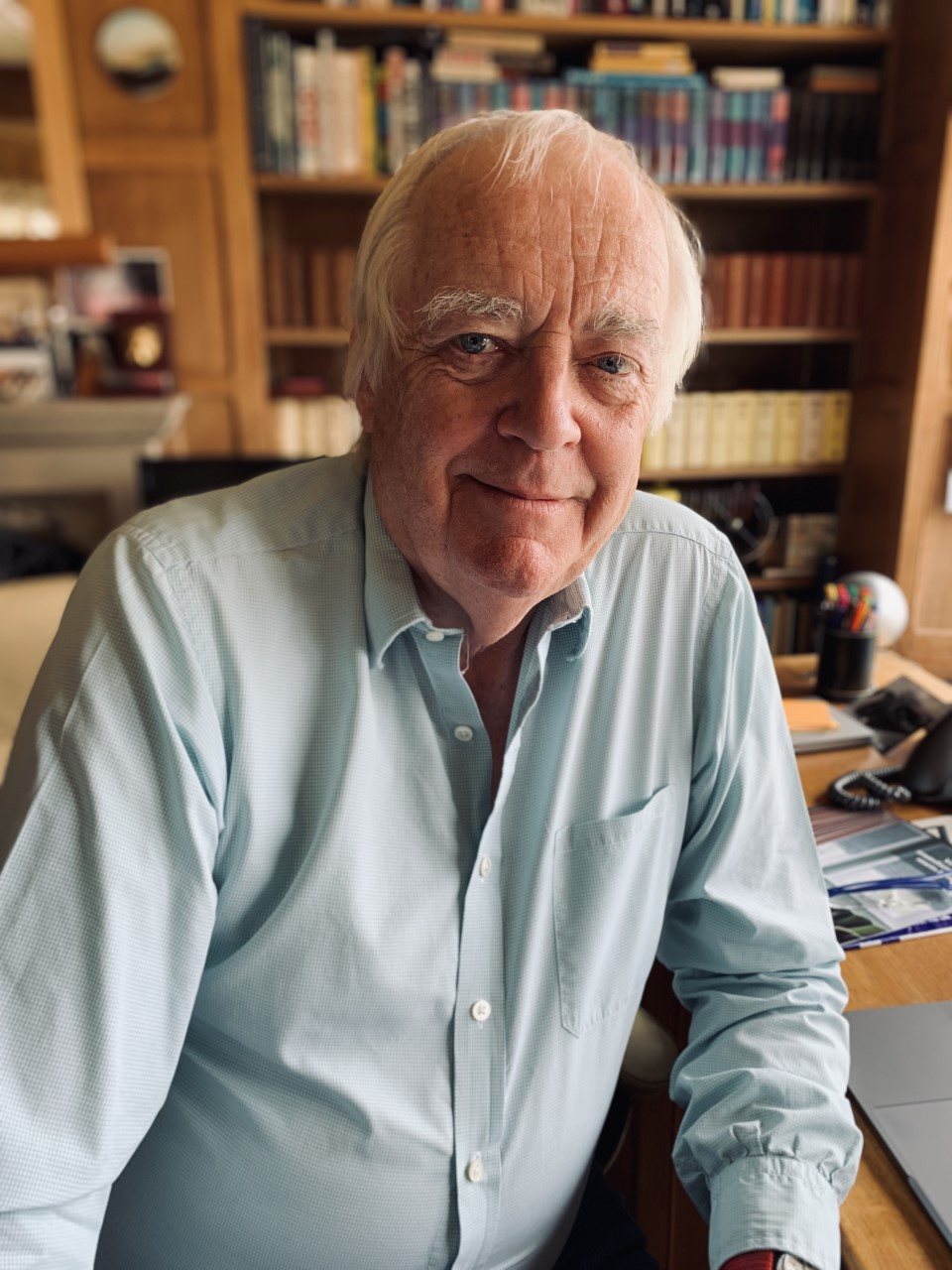
Tim Rice, autor de la letra de la canción, quedó «encantado» con las remezclas dance.

Las remezclas atrajeron comentarios generalmente favorables de críticos y periodistas. En un artículo para el Sarasota Herald-Tribune, la periodista Liz Smith elogió los ritmos «vibrantes y contagiosos que invitan a bailar». James Masterton, del sitio Chart Watch UK, afirmó que transformaban la balada teatral en «uno de los temas dance más sorprendentes que jamás escucharás», y añadió que las voces y la melodía se adaptan a una «frenética obra maestra de estilo flamenco que lleva esta canción de veinte años al mundo moderno con fuerza y energía». El escritor Malcolm McLean, autor de Freak Like Me (2020), sintió que «Miami Mix» era «tan gay que es una de las cosas más camp que Madonna ha hecho en su carrera». Chuck Taylor, de Billboard, las nombró «gratificantes» e «importantes» y agregó que «han demostrado una vez más la perspicacia de Madonna». De la misma revista, Larry Flick elogió que el equipo de producción «respetara sabiamente» el estilo «majestuoso» de la grabación original, a la vez que «envolvía» la voz de la cantante con guitarras flamencas «vibrantes» similar a «Where Do You Go», de la banda No Mercy. Además, señaló que la percusión tenía un aire festivo en vivo, pero podía resultar «un poco demasiado brillante y energética para la cultura underground».
Barry Walters, de The Advocate, las calificó como «maravillas renovadas para la pista de baile» y resaltó la interpretación vocal «audaz», que superaba «ampliamente la reverente versión de la banda sonora». Promis lo describió como un número dance «apasionado y fluido» y destacó a Madonna por «esforzarse en pronunciar correctamente los versos en español» y ofrecer una interpretación «verdaderamente emotiva que enfureció a los puristas musicales, pero encantó tanto a sus fanáticos como al público en general». Concluyó que, dado que las mezclas aún no aparecían en ninguno de sus álbumes, el sencillo era «esencial para los coleccionistas». En una opinión menos favorable, Philipp Kause, de la revista en línea alemana laut.de, creyó que ninguna era realmente buena ni adecuada para la pista de baile, en especial «Miami Mix Edit», dado que solo servía «para un leve balanceo». Clare Mar-Molinero, una de las redactoras de The Handbook of Language and Globalization (2010), realizó un análisis académico, observando que el hecho de que Madonna incluyera partes en español en las remezclas se debía a un «claro deseo» de identificarse con el mercado latino, que para esa época era considerado popular y lucrativo. El propio Rice quedó «encantado» con las remezclas y remarcó que, aunque no necesariamente le gustaban todas, «siempre [era] interesante escuchar nuevas versiones, y las mezclas dance de Madonna me parecieron muy buenas».

### Difusión y lanzamiento
| La escuchó [y] le encantó, pero su reacción fue de asombro y sorpresa. Algo así como: «Sé que es genial, pero no es lo mío y estoy acostumbrado al contexto original». —El DJ Pablo Flores sobre la reacción de Alan Parker al escuchar la versión dance de «Don't Cry for Me Argentina». |

Una vez que grabó las voces y se completaron los arreglos y la programación, Madonna debió presentar las nuevas versiones a Parker y Lloyd Webber, que tenían que aprobar su difusión en la radio. Aunque el primero quedó conforme, no hubo información sobre cómo fueron recibidas por Webber. En diciembre de 1996, tres de las remezclas —«Miami Mix», «Miami Mix Edit» y «Miami Spanglish Mix Edit»— más la versión del álbum se lanzaron de manera comercial en Australia y Europa en un maxi CD de cuatro pistas y un vinilo de 12". El 6 de enero de 1997, WEA sacó al mercado en el Reino Unido un CD titulado The Dance Mixes, que incluía la misma lista de canciones. Esta edición se promocionó con anuncios publicitarios en la prensa nacional. Por su parte, WEA Japan editó el disco compacto en Japón el 25 de enero, y en abril de ese año estuvo disponible en otros territorios como Brasil, donde el lanzamiento marcó el regreso de WEA a la comercialización de sencillos en el país.
En lo que respecta a los Estados Unidos, a principios de diciembre de 1996 Warner Bros. envió una copia promocional de las remezclas a la prensa, las radios y las discotecas locales. La copia venía acompañada de un aviso escueto en el que se informaba que las versiones solo estaban a disposición «estrictamente» para su difusión en las emisoras y no estaban disponibles ni en el álbum ni en las versiones cinematográficas de Evita. Por ejemplo, en Atlanta, solo tres DJ habían conseguido copias promocionales del tema, lo que suscitó repercusión en los clubes nocturnos de esa ciudad. Inicialmente, el sello mantuvo la decisión de alimentar el interés por la película. En este marco, Barney Kilpatrick, vicepresidente de promoción de la compañía, explicó que, siendo un álbum doble, habían tomado la decisión de estimular las ventas de la banda sonora de Evita, y la única razón por la que crearon las remezclas fue para «satisfacer a las radios top 40». Continuó: «No nos interesa sacar un sencillo y perder dinero solo para conseguir una posición en las listas». No obstante, ante el creciente interés y la «intensa demanda» de los fanáticos por las remezclas, el 7 de enero Warner finalmente anunció su lanzamiento físico para el 11 de febrero en un maxi CD de seis pistas y un vinilo de doce pulgadas. Rosenberg expresó que era un «verdadero regalo de San Valentín» para los seguidores de la artista. Por su parte, Stu Cohen aseguró que serían «perfectas para cualquiera que considere que la versión original de la canción es demasiado teatral» para incluirla en la programación de las emisoras.
Aunque no estuvo disponible como descarga digital en su lanzamiento original, Billboard informó que «Don't Cry for Me Argentina» había sido incluida, junto con canciones de otros artistas, en el sitio web Fresh Kutz, con sede en el sur de California, que ofrecía más de quinientas grabaciones no autorizadas para descarga. El 3 de marzo de 1997, «Miami Mix Edit» figuró en un maxi CD editado en Europa en el que también se incluyeron los otros sencillos de la banda sonora de Evita —«You Must Love Me» y «Another Suitcase in Another Hall»—, así como la canción «Hello and Goodbye». En los Estados Unidos, este disco estuvo disponible en tiendas minoristas especializadas en productos de importaciones. La misma remezcla se añadió como lado B del casete de «Another Suitcase in Another Hall» publicado en el Reino Unido el 24 de marzo. Hubo planes de lanzar un EP de Evita que incluyera remezclas de «Don't Cry for Me Argentina», «Buenos Aires» y «Another Suitcase in Another Hall», pero el proyecto nunca se materializó.
En febrero de 2022, con motivo del vigesimoquinto aniversario de su lanzamiento, el sencillo estuvo disponible en todas las plataformas digitales como un EP de nueve pistas titulado Miami Remixes, en el que se incluyeron todas las remezclas, así como la versión original y la editada para las radios. Seis meses después, en agosto, «Miami Mix Edit» formó parte del recopilatorio de Madonna Finally Enough Love: 50 Number Ones.

## Recepción comercial

### Estados Unidos
En los Estados Unidos, «Don't Cry for Me Argentina» debutó el 28 de diciembre de 1996 en el puesto 67 de la lista Hot 100 Airplay de Billboard. Las versiones dance de la canción empezaron a promocionarse en las estaciones de radio, y en las siguientes dos semanas registró un aumento del 23 % en audiencia radial, por lo que subió del puesto 40 al 31. En su quinta semana, fue la canción que más se agregó a las listas de reproducción de las radios top 40, de manera que escaló del número 28 al 18. Fue tal el éxito en las emisoras que, para el 1 de febrero de 1997, ascendió a los diez primeros, motivo por el que Warner Bros. publicó las remezclas en maxi CD y vinilo de 12" ante la «acumulada» demanda popular. Fred Bronson, uno de los columnistas de la revista, predijo que tendría un gran debut en la lista principal Hot 100 Singles tras su lanzamiento en formato físico el 11 de febrero. No obstante, muchas tiendas minoristas de música dance no cumplieron con la fecha pactada y empezaron a vender el sencillo antes de lo permitido, por lo que debutó en la decimoséptima posición del Hot 100 con solo un día de ventas contabilizado, en la edición del 22 de febrero. Eso significó el cuarto debut de Madonna dentro de los veinte primeros, después de «Rescue Me» (1991), «Erotica» (1992) y «You'll See» (1995).
En la semana siguiente, el 1 de marzo, entró en el undécimo puesto en la lista de ventas físicas, con 46 000 copias distribuidas en las tiendas del país, y alcanzó el octavo lugar en el Hot 100. Ello supuso el primer top diez de Lloyd Webber en los Estados Unidos y su mayor éxito como compositor desde que Helen Reddy posicionara su versión de «I Don't Know How to Love Him», original de Jesus Christ Superstar, en el número trece en 1971. También se convirtió en el primer sencillo originado de un musical teatral en alcanzar los diez primeros desde «One Night in Bangkok» —interpretada por Murray Head para el álbum Chess—, que llegó a la tercera posición en 1985. Para Madonna, representó su trigésimo sencillo en ubicarse entre las diez posiciones principales, un récord que en ese momento solo superaban Elvis Presley (con 38) y The Beatles (con 34). Este fue también el primer top diez de su carrera en el que no obtuvo créditos como compositora o productora desde 1985, con «Dress You Up». Dado que no se lanzó en varios formatos físicos, sumado a que permaneció diez semanas en la lista de airplay —con una audiencia máxima de 47 millones de oyentes— antes de debutar en el Hot 100, las posibilidades de que alcanzara el primer lugar eran cada vez menores, según Bronson. José F. Promis, de AllMusic, afirmó que la discográfica lanzó las remezclas «un poco tarde» y que, de haberse publicado en el momento de su mayor popularidad, el tema habría llegado mucho más alto. Permaneció dieciséis semanas en total, cuando hizo su última aparición el 29 de marzo en el número 98, y finalizó 87.º entre los sencillos más exitosos de 1997.
«Don't Cry for Me Argentina» alcanzó el primer puesto en las listas de música dance Club Play y Maxi-Singles Sales, también de Billboard. En la primera, marcó el decimoctavo número uno de la cantante y el primero desde «Bedtime Story» (1995). En los demás conteos de la revista, ocupó el quinto puesto en Hot 100 Airplay, el séptimo en Top 40 Mainstream, el decimocuarto en Adult Top 40 y Rhythmic Top 40 y el vigesimoprimero en Adult Contemporary. En agosto de 2022, Billboard lo clasificó en el lugar 38 de los cuarenta mayores éxitos de Madonna en el Hot 100. En los conteos radiales de Radio & Records, alcanzó el séptimo lugar en Contemporary Hit Radio (CHR), el duodécimo en Hot AC, el decimonoveno en Adult Contemporary y el vigesimosegundo en Rhythmic. De estos, la canción representó el 31.º top diez de la artista en CHR, el primero desde «You'll See» (1995), y permaneció trece semanas en total. Por último, se ubicó en la segunda posición del ranquin Most Powerful Songs de Hits —por debajo de «Don't Speak» de la banda No Doubt— en la edición del 3 de febrero de 1997, así como en la cuarta en Top 50 Dance Chart de Dance Music Authority, publicado en la revista mensual Dance Beat Magazine.

### Europa

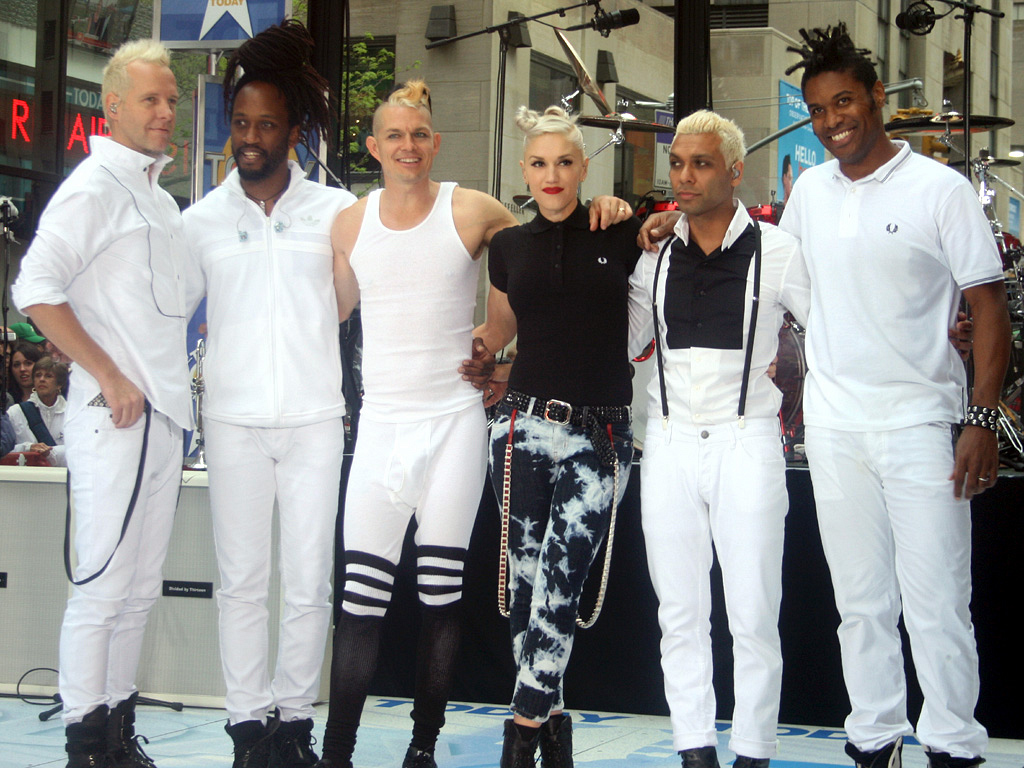
En la semana del 15 de febrero de 1997, «Don't Cry for Me Argentina» fue la segunda canción más reproducida en las radios europeas, con emisiones en 107 estaciones, por detrás de «Don't Speak» de la banda No Doubt (imagen).

«Don't Cry for Me Argentina» fue número uno en las listas de numerosos países y logró un gran éxito de ventas. Encabezó el ranquin de España y fue el sencillo más vendido del país durante el periodo enero-septiembre de 1997. Finalizado el año, se ubicó en el cuarto lugar de los más exitosos de la temporada. Asimismo, llegó a lo más alto en el conteo de radios de Los 40 Principales el 5 de abril de 1997, lo que representó su undécimo número uno. En Francia, permaneció cuatro semanas consecutivas en lo más alto de la lista oficial y fue el segundo número uno de Madonna desde «La isla bonita» (1987). Estuvo presente veintitrés semanas en total, doce de ellas entre las diez posiciones principales, y ocupó el decimocuarto lugar de los sencillos más vendidos de 1997. Por su parte, en el conteo de ventas y radios combinadas, llegó hasta la quinta casilla en la edición del 5 de marzo.
El éxito se trasladó a Hungría y República Checa, donde la canción también llegó hasta el primer puesto, así como en la región Valona de Bélgica, Islandia e Italia, donde ocupó la segunda posición. En estos dos últimos, «One» de Automatic Baby y «One on One» de Robert Miles, respectivamente, impidieron que «Don't Cry for Me Argentina» liderara sus correspondientes listas. También alcanzó la tercera casilla en Alemania, Austria, Bélgica (en el conteo elaborado por la empresa Promuvi), Escocia y Polonia. Ocupó el cuarto puesto en Suiza, donde se convirtió en el primer top cinco de Madonna desde 1990 con «Justify My Love». Fue quinto en Bélgica (Flandes), sexto en Dinamarca y octavo en Finlandia e Irlanda, siendo su 31.º y 34.º top diez en ambos países, respectivamente. Llegó a la novena posición en Noruega y Suecia, mientras que en los Países Bajos logró la tercera posición en Top 40 Tipparade) y la cuarta en Dutch Single Tip.
El lanzamiento de las remezclas y los resultados favorables de Evita en la taquilla de Europa suscitaron que el sencillo subiera diecisiete puestos hasta el número siete en la lista Eurochart Hot 100 Singles, de la revista Music & Media, en la edición del 25 de enero de 1997. En ese momento, supuso el mayor éxito de la cantante desde «Secret», que alcanzó la cuarta posición dos años antes. Obtuvo un 82 % de aumento en las ventas, gracias a su recibimiento comercial en Alemania y Francia, y el 8 de febrero ascendió a la cima del conteo, lo que marcó su primer número uno desde «Erotica» (1992) y el undécimo de su carrera. Permaneció dos semanas en el primer puesto, hasta que fue reemplazada por «Don't Speak», y fue el cuarto sencillo más exitoso durante el primer semestre del año. Dominic Pride, redactor de la revista, explicó que el éxito se debió a que era una producción estadounidense «sólida», «cargada de drama» y capaz de funcionar bien en la radio. La canción también ingresó al European Hit Radio Top 50 en la posición dieciséis el 18 de enero, con transmisión en veintiséis emisoras, y el 15 de febrero alcanzó el segundo lugar, detrás de «Don't Speak», al ser reproducida por 107 estaciones. En las listas anuales, ocupó el octavo lugar en el Eurochart, siendo el mayor éxito de Warner Bros. ese año en el continente, y el trigésimo tercero en el conteo de radios.

#### Reino Unido
En el Reino Unido, «Don't Cry for Me Argentina» se lanzó en plena competencia por el primer puesto en la lista UK Singles Chart durante la semana de Navidad. En sus tres primeros días, vendió 36 000 copias. En la edición correspondiente a la semana del 21 al 27 de diciembre de 1996, ingresó a la lista en la tercera posición, por debajo de «2 Become 1» de Spice Girls, que comercializó 209 000 ejemplares, y «Knockin' on Heaven's Door» de Dunblane, con 79 000 copias vendidas en el mismo período. Pese a ello, fue la 42.ª entrada de Madonna y su primer top tres en cuatro años desde «Erotica», que alcanzó la misma posición en septiembre de 1992, así como la quinta ocasión en que la composición de Rice y Lloyd Webber ingresaba a la lista, tras las versiones de Covington, The Shadows (1978), Sinéad O'Connor (1992) y The Mike Flowers Pops, lanzada el mismo día que la de Madonna. Según la revista Hit Music!, el CD representó el 67 % de las ventas totales durante su primera semana a la venta, mientras que el restante 33 % provino de las ventas del casete. El debut se vio beneficiado por el «revuelo mediático» que rodeó el estreno de Evita en Londres la semana anterior, lo que también contribuyó a que las ventas de la banda sonora se incrementaran en un 170 %.
La recepción en las radios británicas al principio fue moderada, pero luego empezó a transmitirse en una variedad de emisoras, incluidas Radio One y Two, Capital e Invicta. Tras el lanzamiento del CD con las remezclas dance, logró un «renacimiento extraordinario» y atrajo una gran cantidad de transmisiones nuevas, especialmente en estaciones como Kiss FM o aquellas que solían evitar las baladas de Madonna, mientras que Radio One emitió todas las versiones de la canción un total de veinte veces. En un reporte publicado en Music Week por Catherine Eade, en la semana en que el sencillo ingresó al número tres del ranquin de ventas, Capital, que era su mayor impulsor en ese momento, lo había transmitido alrededor de treinta veces por semana, en tanto que otras como BRMB e Invicta, unas cincuenta veces por semana. Tim Stewart, jefe de música de Invicta, dijo que en esa estación lo más reproducido fueron las remezclas, aunque la versión de la balada también tuvo transmisiones. A medida que la película recibía más reseñas favorables de los medios, las reproducciones fueron aumentando de manera constante hasta superar mil emisiones en la primera semana de enero. En la edición del 18 de ese mes, sumó 374 reproducciones adicionales, incluidas treinta y seis de Atlantic 252 y cuarenta y dos de Capitol, por lo que alcanzó la tercera posición en la lista UK Airplay Chart, detrás de «2 Become 1» y «Un-Break My Heart» de Toni Braxton. Esa misma semana, la disponibilidad de las remezclas en formato físico también impulsó las ventas del sencillo, lo que suscitó que lograra un «dramático» ascenso del décimo al quinto puesto en el UK Singles. Según Eade, el continuo apoyo en la radio ayudó a que la canción se mantuviera en los primeros puestos de la lista de ventas durante seis semanas.
Según Music Control, fue reproducida 8420 veces en las radios británicas durante el primer cuatrimestre de 1997, con una audiencia de 314 581 oyentes, convirtiéndose en la decimosexta canción más reproducida. Para principios de abril de 1997, a poco más de tres meses de su lanzamiento, vendió 187 000 copias en el territorio. En total, permaneció trece semanas en el UK Singles, cinco de ellas entre los diez primeros, y ocupó el lugar 63 de los más exitosos de 1997, con 190 000 ejemplares comercializados durante ese período. Para agosto de 1998, se ubicó en la decimotercera posición de los sencillos de Madonna con mejor rendimiento comercial en dicho ranquin. También ocupó la tercera casilla en Network Chart, compilado a partir de datos de difusión y ventas combinadas, y la cuarta en Club Chart, elaborado a partir de una muestra de más de seiscientos reportes de DJ.

### Otros mercados
En Canadá, la canción alcanzó la decimocuarta posición del conteo Top 100 Tracks de RPM el 3 de febrero de 1997. Permaneció trece semanas en total, cuando hizo su última aparición el 28 de abril en el puesto 82, y ocupó el número 92 en la lista anual de ese año. En la categoría de música contemporánea para adultos, de la misma publicación, ocupó el tercer lugar por debajo de «Un-Break My Heart» y «I Believe in You and Me» de Whitney Houston, en tanto que se ubicó en la quinta casilla en la sección de música dance. También alcanzó el tercer puesto en la lista de radios Contemporary Hit Radio, de la revista The Record, y obtuvo un recibimiento aún más favorable en el ranquin de ventas elaborado por SoundScan, donde debutó directamente en la primera posición en la edición del 1 de marzo y se convirtió en el sexto sencillo más vendido del año. De acuerdo con Nanda Lwin, de Jam!, el tema finalizó en el vigesimoctavo lugar de los más exitosos de la década de 1990.
En Australia, el 26 de enero de 1997 debutó en la decimoquinta posición del conteo oficial y el 9 de marzo ascendió hasta la novena. Se mantuvo trece semanas en total y ocupó la casilla 56 en la lista anual. En Nueva Zelanda, el recibimiento fue un poco más favorable, dado que debutó en el sexto puesto del ranquin elaborado por la Recorded Music NZ el 2 de marzo de 1997; sin embargo, a diferencia de Australia, rápidamente descendió de lugares y estuvo presente siete semanas.

### Certificaciones y ventas
En cuanto a certificaciones, «Don't Cry for Me Argentina» obtuvo un disco de oro por la Australian Recording Industry Association (ARIA) en febrero de 1997, luego de superar la venta de 35 000 copias. También recibió una placa de oro por parte de la Bundesverband Musikindustrie (BVMI) de Alemania y la Federación Internacional de la Industria Fonográfica (IFPI) de Suiza, así como uno de platino por la Belgian Entertainment Association (BEA) de Bélgica. En Francia, vendió un cuarto de millón de copias durante 1997, por lo que la Syndicat National de l'Édition Phonographique (SNEP) lo certificó con un disco de oro, y para diciembre de 2005 la cifra incrementó a 447 000. Cabe señalar que en Austria fue el décimo sencillo más vendido durante el período enero-septiembre de 1997; finalizado el año, ocupó el decimonoveno lugar.
En noviembre de 2021, la Industria Fonográfica Británica (BPI, por sus siglas en inglés) certificó el sencillo con un disco de oro tras alcanzar 400 000 unidades equivalentes en el Reino Unido, de las cuales 340 000 correspondían a copias físicas y digitales hasta octubre de 2010. Se convirtió en el decimoséptimo sencillo más vendido de Madonna en el país, además de ser su vigesimonovena canción con mayor cantidad de descargas digitales hasta marzo de 2012 y la vigesimonovena más reproducida en las plataformas de streaming para junio de 2019. En total, la versión de «Don't Cry for Me Argentina» de Madonna vendió 2.1 millones de copias en todo el mundo para junio de 2019, según datos de NRJ.

## Recepción crítica
| El vibrante ritmo disco/latino de Madonna podría arrancar las estrellas azules del cielo plateado. [...] La melodía siempre fue magnífica. Añádele un ritmo contundente y la excelente sincronización y precisión de Madonna, y tendrás un éxito descomunal que eclipsará su dulce «True Blue» (1986) o la fantasía tropical de «La isla bonita» (1987). La voz maleable de Madonna impulsa esta ardiente melodía con una apasionada urgencia. —Reseña de Maury Dean, en su libro Rock 'n' Roll Gold Rush: A Singles Un-Cyclopedia (2003). |

En términos generales, «Don't Cry for Me Argentina» obtuvo elogios de críticos y periodistas musicales, quienes la consideraron una de las canciones más destacadas de la banda sonora. Según Pedro Manuel Otero, de Radio Havana Cuba, fue la «dulzura desbordada» de la pista lo que convenció al público y la crítica. Entre las reseñas más favorables, la prensa resaltó la producción y el atractivo comercial de la canción. Por ejemplo, Larry Flick lo nombró un número «deliciosamente teatral» y pronosticó su «éxito masivo», en parte por las versiones dance, aunque aclaró que por «muy potente y comercial» que fueran las remezclas, no había que pasar por alto la «exquisita versión orquestal, que capta a la perfección el estilo melodramático de la película». Un redactor de la revista Music & Media enfatizó que tenía «todas las características para triunfar en las listas navideñas». Fabiano Finco, del periódico brasileño O Pioneiro, realzó su producción «apoteósica y orquestada», mientras que la revista Gavin Report subrayó la «profundidad especial» que la artista le daba a la canción, «que la lleva de una pieza escénica a una epopeya en la gran pantalla». Jim Beviglia, de American Songwriter, la calificó como una versión «apasionante», y la biógrafa Florence Rajon lo definió como un «inevitable éxito» y uno de los momentos «estelares» del álbum. El escritor Marc Andrews afirmó que «consolidó su posición como la indiscutible "reina del pop"». El equipo de redacción de la revista Music Week le otorgó cinco puntos de cinco y lo eligió como el «sencillo de la semana». En la reseña, fue descrita como una interpretación «potente y bastante fiel» a la original de Covington y añadió que debería recibir más atención que «You Must Love Me», el anterior sencillo de la banda sonora. David Patrick Stearns, del San Bernardino County Sun, la catalogó como una «gran canción» y un «gran momento teatral», y Stephen Holden, de The New York Times, la describió como una «versión dulcemente autocompasiva». Alicia Anstead, de Bangor Daily News, aseguró que «no podrás dejar de tararear» la melodía. Esteban Pintos, de Página/12, aseguró que era el único «punto alto» del álbum, mientras que Rikky Rooksby opinó que esta y «Another Suitcase in Another Hall» eran las únicas pistas de la banda sonora «lo suficientemente efectivas como para valer por sí solas». Todd James, de Vue Weekly, lo nombró un número «poderoso» que «realmente eleva la película». Sobre su recibimiento comercial, Eddi Fiegel, uno de los autores de Madonna: Blond Ambition (2012), declaró que «la idea de que una canción compuesta por Andrew Lloyd Webber y Tim Rice se convirtiera en un éxito para [ella] puede haber sorprendido a algunos, pero si alguien tenía dudas sobre su capacidad para lograr éxitos contemporáneos propios, pronto se demostraría que estaban equivocados».
La crítica destacó la capacidad de Madonna de transmitir la vulnerabilidad de su personaje. Binh-To Tran, del periódico Synapse, manifestó que entregaba una «dulce versión que realmente revela la fragilidad de Evita cuando se enfrenta a su mortalidad». Michael Freedberg, de Boston Phoenix, compartió esta opinión al remarcar que su «delicado y exuberante soprano» capturaba la «silenciosa vulnerabilidad de Evita». No tan distante, Rebecca Lim, de The Straits Times, indicó que lograba transmitir «el aura del personaje de Eva Perón». Otros críticos resaltaron su versión distintiva, como es el caso de Patti Hartigan, de The Boston Globe, quien declaró que ella no solo canta esta canción, «sino que la hace suya». Greg Morago, del Hartford Courant, también compartió esta opinión al afirmar que «se apropia» del tema y lo convierte en un «momento estelar» y un «triunfo calculado y teatral». En el libro 100 Years 100 Songs (1999), los editores Peter Evans y Philip Glassborow afirmaron que su versión era «posiblemente mejor que las de Elaine Paige y Julie Covington», y David Sinclair, crítico musical del London Times, notó que ella «imprime su sello con tal autoridad que las grabaciones anteriores quedan eclipsadas». Siguiendo el hilo, Patti Hartigan, del Tampa Bay Times, declaró que cuando la orquesta llega a ese «último y exuberante crescendo, Madonna se adueña de la canción y no se disculpa con quienes la interpretaron antes que ella». Un reportero de The News señaló que su grabación aportaba «elegancia», y Ezio Guaitamacchi, autor de 1000 canzoni che ci hanno cambiato la vita (2009), aseguró que «cobró nueva vida gracias a ella», quien también convenció a la prensa musical con su interpretación madura. En su biografía de Madonna, Caroline Sullivan escribió que funcionaba bien como una pista independiente y que poseía la «cualidad majestuosa» de algunas de sus baladas como «Live to Tell» (1986) y «I'll Remember» (1994). S. N. Vasuki, de The Business Times, denominó su interpretación «directa y sin adornos» y el «momento más poderoso» del filme. Greg Kot, del Chicago Tribune, declaró que ella no intenta superar las «numerosas versiones anteriores», sino que «la devuelve a la tierra con una dignidad discreta». Pese a que le otorgó un comentario negativo a la banda sonora, David Menconi, uno de los redactores de Musichound Lounge: The Essential Album Guide to Martini Music and Easy Listening (1998), dejó claro que la suya era mejor que la grabación de Sinéad O'Connor.

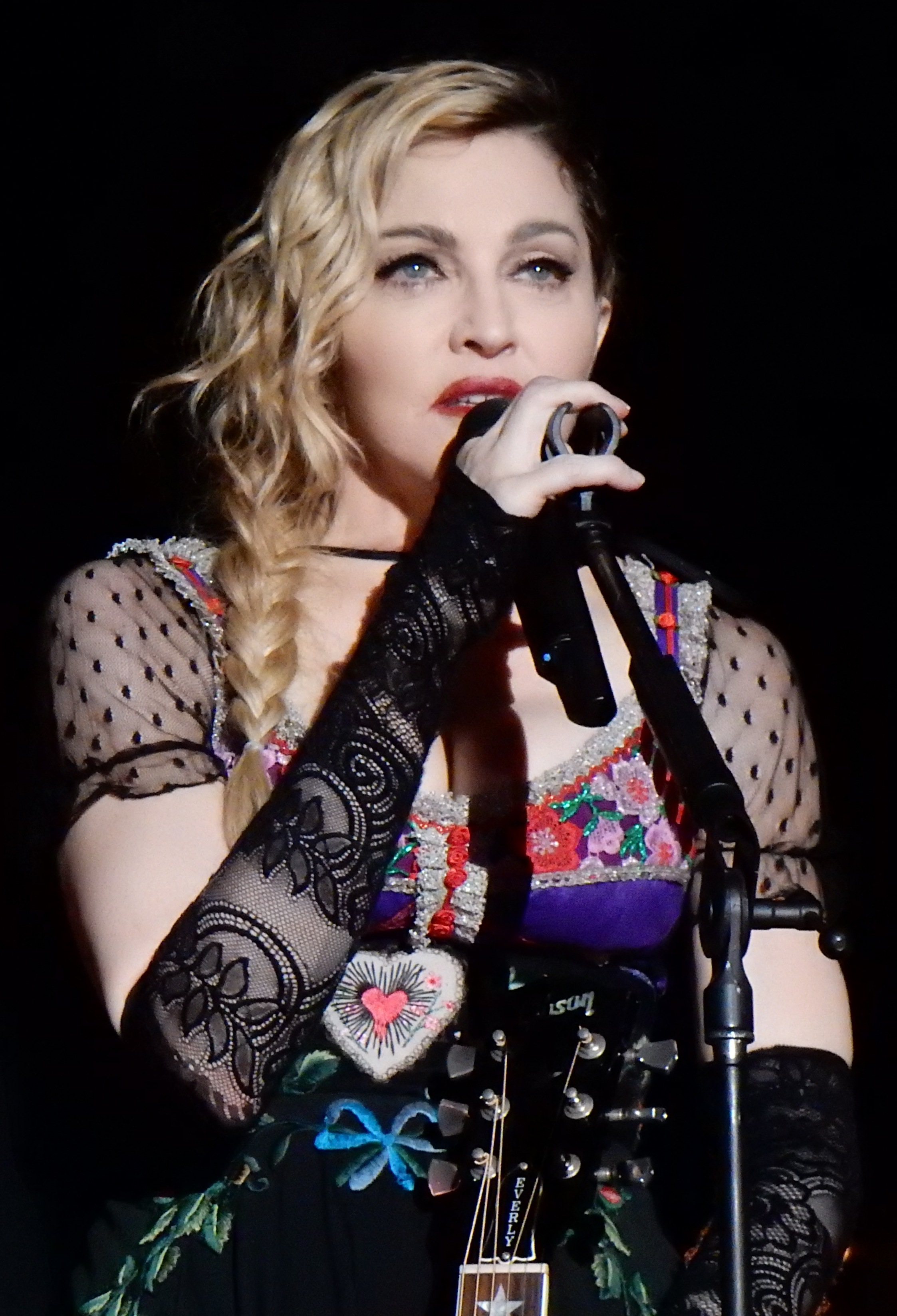
La voz de Madonna (fotografiada en 2015) obtuvo elogios de la crítica y es considerada una de las mejores interpretaciones vocales de su carrera.

«Don't Cry for Me Argentina» es considerada una de las mejores interpretaciones vocales de su carrera. A este respecto, la biógrafa Victoria Chow afirmó que su voz «impresionó a todos» y su «audaz» actuación en la canción «conquistó a los críticos». De igual forma, Rainer Matthias Holm-Hadulla, autor de The Creative Transformation of Despair, Hate, and Violence (2023), sostuvo que «emocionó a millones de personas» y resaltó que mostraba «no solo su lado glamuroso, sino también su lado tranquilo y sensible». En palabras de la escritora Karlene Faith, la interpreta con «una pasión acorde al tema, la artista y el personaje», y para Gerald Peary, del Boston Phoenix, la canta de manera «deslumbrante». Análogamente, Giacomo Pellicciotti, del diario italiano La Repubblica, explicó que realiza una interpretación «contundente» y con la «misma intensidad desgarradora» de las grabaciones ya conocidas. Graham Oliver, de la revista Satellite Times, elogió que «se entregara por completo a la actuación más poderosa de su vida, alcanzando desgarradoras alturas». Mat Thompson, del periódico canadiense Lambda, afirmó que tanto esta como «You Must Love Me» eran un «poderoso testimonio de que es la mejor cantante femenina hasta ahora». Leonard Kniffel, autor de Musicals on the Silver Screen: A Guide to the Must-See Movie Musicals (2013), la nombró una de las «más poderosas» de la banda sonora y añadió que las clases de canto «merecieron la pena», ya que Madonna estaba a la altura. Para David Gritten, de Los Angeles Times, piezas «tan difíciles» e «imponentes» como «Don't Cry for Me Argentina» «suenan cómodas» para ella, quien «está al nivel para interpretarla con solvencia». Igualmente, Jo Berry y Angie Errigo, de Chick Flicks: Movies Women Love (2004), sostuvieron que su voz estaba a la altura y su interpretación «cobraba vida». Barbara O'Dair, en el libro The Rolling Stone Files (1997), lo vio como un intento «convincente y lleno de pasión». Igualmente, el escritor y periodista Francesco Falconi recalcó la tonalidad de la artista y opinó que su versión en el tema era «óptima». David Bleiler, editor de TLA Film & Video Guide (1997), lo describió como una interpretación «sensacional» que «resulta muy creíble». James Masterton, de Chart Watch UK indicó que sonaba «mejor que nunca» y que «este era el sencillo que todos estaban esperando». Del mismo modo, C. Robert Frank, de la revista Above Ground, indicó que su registro es «fuerte, contundente y en la cima del mundo, igual que su personaje Evita». Jay Carr, de The Boston Globe, declaró que lograba que resplandeciera «con frescura mientras la entona para las masas emocionadas desde el balcón». Alan Jackson, en un artículo para The Times Magazine, reconoció que su voz resultaba «extrañamente impresionante, fuerte y verdadera». En un análisis a la película para The Greyhound, Jacqueline Durett notó que cantaba en un tono más bajo de lo habitual, pero «con tanta habilidad como las sopranos que la precedieron». Janet Maslin, en su análisis del filme para The New York Times, expresó que la canta de manera «estremecedora», y Julie Edgar, del Detroit Jewish News, destacó que su personaje «logra entonar una conmovedora versión». En la misma línea, a Annie Zaleski, de la revista Spin, le pareció «sutil, pero espléndida», en tanto que Sal Cinquemani, de Slant Magazine, le otorgó una «B+» y la llamó «dramática». En su reseña para el Tampa Bay Times, René Rodríguez afirmó que cantaba con un «hermoso y sobrecogedor contralto que pone la piel de gallina». De manera similar, Jack Schillaci, de The Michigan Daily, también destacó cómo Madonna mostraba «todas las facetas de su voz» en el material, especialmente en su «hermoso recitativo de contralto» en «Don't Cry for Me Argentina». Asimismo, Jerónimo José Martín, de Aceprensa, subrayó la «riqueza de matices» que lograba en sus diferentes interpretaciones, y Wallace Baine, del Santa Cruz Sentinel, declaró que ofrecía una «lectura agradablemente emotiva, sin artificios llamativos». En un comentario a la banda sonora, Jack H. Lee, de la publicación en línea Film Score Monthly, concluyó que, a pesar de que era posible que la música haya sido modificada para ajustarse a su rango vocal, aquello «valía la pena», dado que canciones clave como «Don't Cry for Me Argentina» tenían «un gran impacto» en el material. Sylvia Colombo, de Folha de S. Paulo, evitó compararla con otras cantantes que interpretaron la canción y aseguró que su versión era lo mejor del álbum, aunque «más por méritos de la composición que por otra cosa». De todas maneras, remarcó que era donde ella «se siente más cómoda, sin las pirotecnias del tecno-tango que marcan el tono del resto del disco».

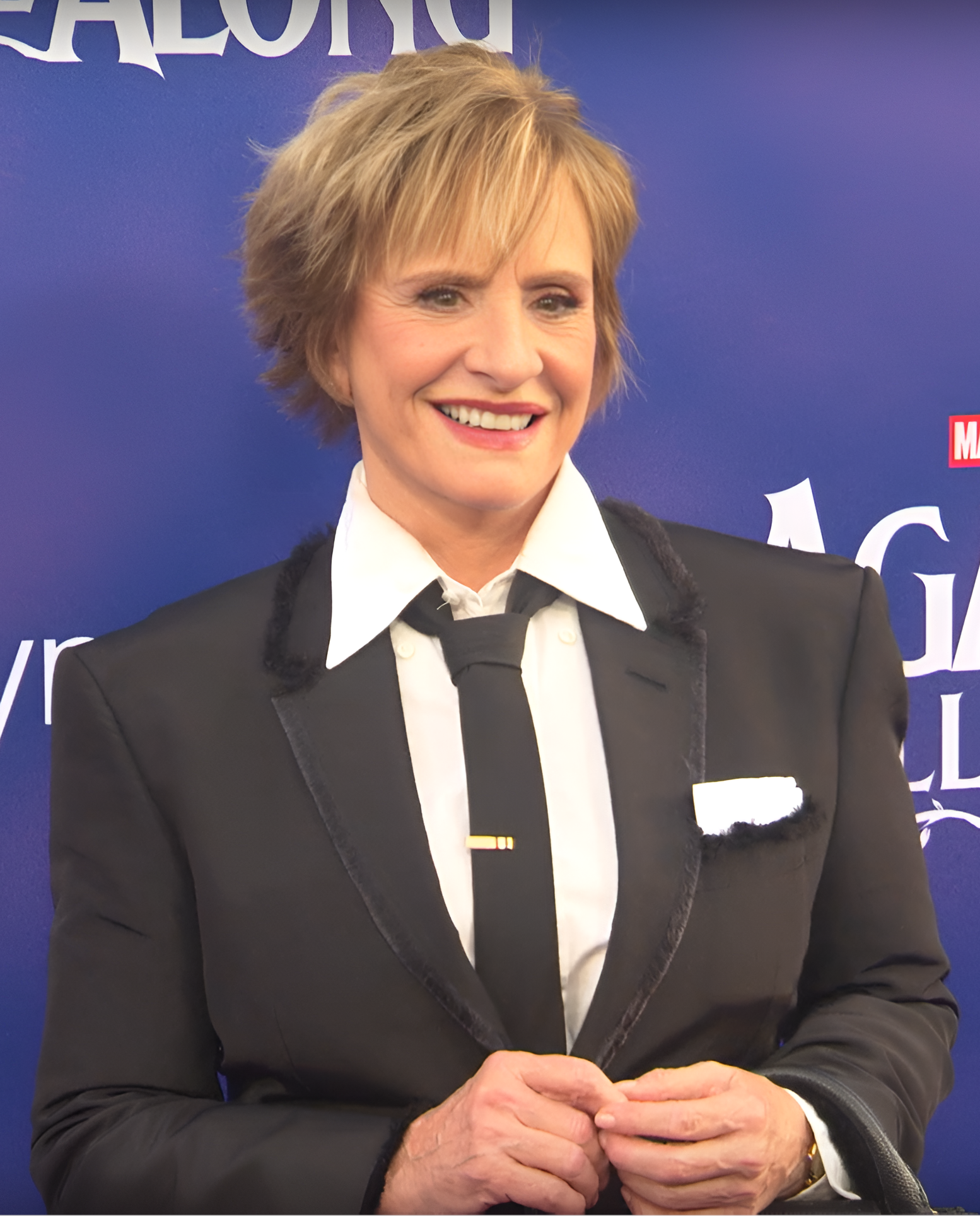
Críticos de Entertainment Weekly y The Johns Hopkins University News-Letter compararon desfavorablemente la interpretación de Madonna con la de Patti LuPone (imagen), quien personificó a Eva Perón en el musical de Broadway.

En comentarios más variados, R. S. Murthi, del New Straits Times, la llamó una «versión previsiblemente dramática» y añadió que no había «nada espectacular en esta nueva grabación», aunque remarcó que aquello no impediría «que la gente comprara el disco». Jonathan Widran, de la revista Music Connection, percibió que la cantante parecía «sentirse menos cómoda» en el tema, y Gary Morris, del Bay Area Reporter, comentó que ofrecía una interpretación sencilla, pero no era una soprano y era evidente que «trabajaba en los límites superiores de su registro». Michael Portantiere, autor de The Theatermania Guide to Musical Theater Recordings (2004), expresó que la cantaba «bastante bien, pero no con gran sentimiento», y Gianni Santoro, de La Repubblica, admitió que a muchos «les gustó», aun cuando había sido interpretada de mejor manera por otras cantantes. Aunque la consideró «creíble», Chuck Arnold, de Entertainment Weekly, aseguró que su interpretación no iba a hacer «que nadie olvidara a Patti LuPone». Sobre este último comentario, Bob Lessick, de The Johns Hopkins University News-Letter, esperaba escucharla interpretar el tema «con intensidad», pero quedó decepcionado con su interpretación «mucho más contenida» en comparación con la de LuPone. En un análisis a su discografía para el portal Popdose, Robin Monica Alexander y Kelly Stitzel reconocieron que solo había que escuchar «ese vibrato» para notar que el efecto de su entrenamiento vocal se hizo evidente. Sin embargo, aseguraron que era difícil que al oyente le gustara la versión de Madonna si ya había escuchado la de LuPone. Un redactor del libro Guinness Rockopedia (1998) manifestó que, si bien la producción estaba bien elaborada, carecía de la «chispa» de sus lanzamientos anteriores, y el autor J. B., de The Daily Vault, sintió que fue un «curioso fracaso», ya que era «anticlimática tanto en la película como en la canción, [y] ella lo sabía».
Otros críticos desaprobaron la inclusión de «Don't Cry for Me Argentina» en el álbum de grandes éxitos de Madonna, GHV2. Sobre esto, Christie Leo, del New Straits Times, señaló que el oyente podía pasar por alto el tema «sin sentirse culpable», y Dave Johnston, de Vue Weekly, remarcó de manera similar que «tal vez nos gustaría olvidarnos [de la canción], pero está aquí de todos modos». Stephen Thomas Erlewine, de AllMusic, explicó que su presencia en la colección no encajaba junto al resto de la música «moderna e inteligente». Igualmente, Peter Piatkowski, de Yahoo!, tachó su inclusión de «ridícula», puesto que no estaba escrita ni interpretada «de forma memorable» y parecía «fuera de lugar» en el recopilatorio.
En opiniones más negativas, Robert Christgau la llamó «deprimente», y Chuck Beard, del Beaver County Times, sintió que no lograba apropiarse por completo de la canción. Rob Sheffield, de Rolling Stone, declaró que era «triste» escucharla cantar este tema «en la radio que una vez dominó, volviendo humillada como una Céline Dion más bajita». En un artículo de 2001 para Página/12, Rodrigo Fresán lo tachó de un «hit ya viejo, gastado, historia antigua». Joey DiGuglielmo, del Washington Blade, aseguró que, como no fue compuesta por la artista, la canción destacaba como un ejemplo «notablemente superior de composición en comparación con casi cualquier cosa que Madonna haya creado por sí misma». Por su parte, un redactor de la revista Playbill tachó su actuación de «poco conmovedora y carente de intensidad». De igual modo, Elysa Gardner, de Rolling Stone, no quedó conforme con su «limitado registro vocal» y afirmó que su actuación resultaba «curiosamente vacilante». En su biografía de Lloyd Webber, John Snelson lamentó su elección como Evita y no quedó complacido con su interpretación, pues nunca se manifestaba la «energía vocal» que Covington demostró con su grabación dado el tono bajo empleado por Madonna, quien «castraba» el efecto de la composición original. Skip Sheffield, de Boca Raton News, sugirió que la canción «puede que te canse un poco, ya que Madonna la repite literalmente hasta la saciedad en sus distintas apariencias». Tom Ewing, de la revista en línea Freaky Trigger, sintió que había sido una oportunidad perdida para la cantante, pues no lograba apropiarse de la canción. Asimismo, consideró los arreglos y la interpretación «estrictamente convencionales» y reprobó las lecciones de canto porque «surtieron efecto y su voz perdió la aspereza que le había dado tanto carácter». Daryl Fisher, del News-Ledger, lamentó tener que «oír (y ver) a Madonna asesinar una vez más una canción tan bonita como "Don't Cry for Me Argentina"». Alex Needham, de NME, concluyó que «apestaba entonces y apesta ahora». Por último, en una extensa reseña, Peter Piatkowski, de PopMatters, lo catalogó como un «momento de cursilería, vulgaridad y banalidad», razón por la que representaba un punto bajo en su «ilustre carrera». Finalizó:

Y por eso resulta bastante deprimente escuchar a una pionera progresista y transgresora como Madonna interpretar esta canción. No es que lo haga mal —es aceptable—, pero es una interpretación limitada, encorsetada, que grita un deseo de respetabilidad. Gran parte de la carrera musical de Madonna ha estado marcada por la burla hacia sus dotes musicales, por lo que parece una derrota escuchar este intento cuidado, estudiado y cursi. Es una interpretación esforzada que suena desesperada por gustar. Un intento poco acertado de aspirar al arte elevado, pero que en su lugar se aferra a una basura trillada.

## Vídeo musical

### Antecedentes y producción
| Todos nos dijeron que no. Se lo rogué a todo el mundo. Tuvimos la ayuda del embajador estadounidense y también del británico. Pero nos rechazaron una y otra vez. Entonces, una noche, fuimos invitados a reunirnos con el presidente Menem. Fue surrealista. Nos sirvió una pizza que, según él, era la mejor del mundo. De repente, Madonna dijo: «¿Podemos ir al grano? ¿Nos dejará filmar en su balcón o no?». El presidente respondió, «sí». Nos quedamos tan sorprendidos que no nos terminamos la pizza. —Alan Parker en una entrevista. |

El videoclip de «Don't Cry for Me Argentina» se compone íntegramente de imágenes temporalmente secuenciales del filme Evita. Captura la escena en la que el personaje de Eva Perón interpreta la canción desde el balcón de la Casa Rosada a las masas que están abajo. Parker lo produjo y dirigió, mientras que Darius Khondji estuvo a cargo de la cinematografía y Gerry Hambling de la edición. Conseguir que el balcón fuera el lugar donde Madonna cantara el tema era la mayor hazaña para Parker, no solo por su importancia histórica y valor simbólico, sino porque era la escena más conocida y el «corazón» de la partitura. Aunado a ello, grabar allí también significaba un ahorro de seis millones de dólares. Si bien en un principio contó con el apoyo y el aval de la embajada británica y el Poder Ejecutivo Nacional para utilizar la Casa Rosada desde los primeros días de enero de 1996, el permiso fue denegado por el entonces presidente Carlos Menem, de ideología peronista, quien se mostró reacio a ceder la residencia oficial. Más aún, calificó inicialmente a la película de «difamatoria» y a Madonna de «inadecuada» para interpretar a una mujer que, para muchos argentinos, era considerada «santa». Parker y la producción negociaron intensamente, incluyendo una primera reunión entre el director y el presidente en la Quinta de Olivos en junio de 1995. Sin embargo, la solicitud fue rechazada durante meses, ya que Menem creía que acceder implicaría «todo tipo de complicaciones y protestas», especialmente de los argentinos pobres y los partidarios del peronismo, quienes veían a Madonna, una «estrella del pop yanqui», como una figura «perversa», «antirreligiosa» y un «símbolo de la prostitución» que empañaba la memoria de Evita. En este contexto, Menem comprendía que, independientemente de a quién permitiera ingresar al país para rodar la cinta, los cineastas se encontrarían «con toda la fuerza de los sentimientos de los ciudadanos» hacia ella. Tras reunirse en otra ocasión, le explicó que la historia sería equilibrada y rodar parte de ella en el país le sumaría más honestidad a la película, pero que el gobierno no podía interferir en el guion, pues necesitaba la libertad de expresarse «como quisiera». Aun así, el mandatario no podía asimilar esa idea. Parker empezó a buscar localizaciones en España y México, e incluso le solicitó al diseñador de producción, Brian Morris, que comenzara a construir una réplica exacta en los estudios Shepperton, en Inglaterra.

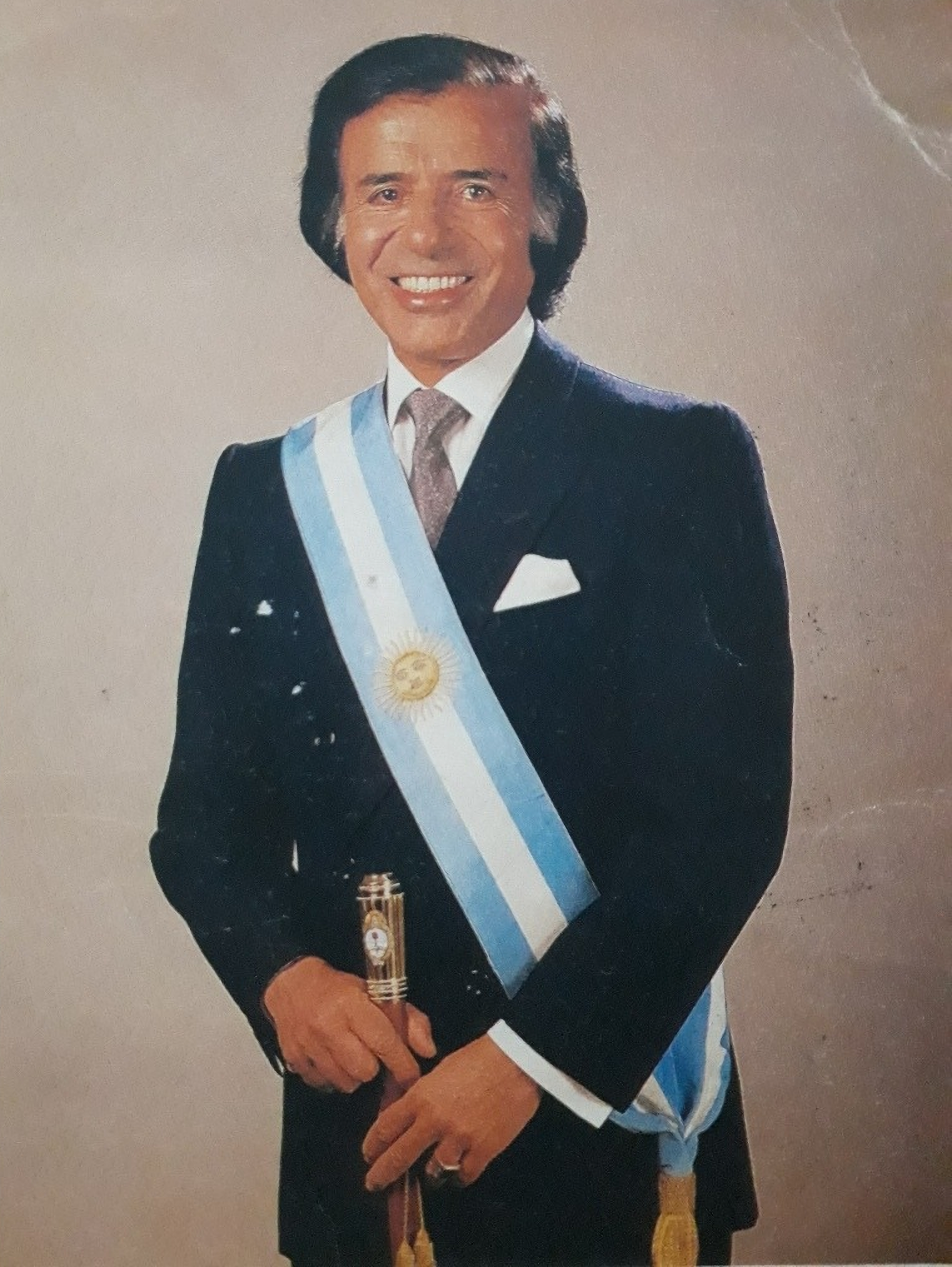
Tras un segundo encuentro en la Quinta de Olivos con Parker y el elenco de la película, el entonces presidente Carlos Menem accedió a prestar el balcón de la Casa Rosada para la filmación de la escena.

Unos años antes, durante su primera visita a Buenos Aires, Madonna fue en coche a ver el balcón presidencial, y aunque en ese momento aún no le habían asignado el papel principal, expresó su emoción al contemplarlo. Estaba decidida a cantar el tema allí y no en algún estudio, pues aseguraba que el lugar podría potenciar su actuación al otorgarle una emoción especial. El 8 de febrero, concretó una reunión no oficial y en privado con el presidente en una finca de la ciudad de Tigre. En dicho encuentro, que fue intercedido por Constancio Vigil, amigo cercano del presidente, le hizo escuchar la música de la película, en especial una cinta de su interpretación de la canción. Además, le explicó que, a diferencia de la versión teatral, que no representaba a Evita de una «forma muy humana» ni tampoco mostraba «ninguna vulnerabilidad» o explicaba su pasado, Parker tendría la oportunidad de reflejar eso en la película, y que su objetivo era representarla «como un ser humano», por lo que era importante su apoyo para que les permitiera filmar en el balcón. Deslumbrado por la artista, el mandatario la elogió por su parecido físico con Evita, a quien conoció de joven. Ante el enfático pedido de la cantante, le prometió que consideraría el asunto y le aseguró que «todo [era] posible». Sobre su encuentro, la intérprete profundizó:

Me metí de lleno en el personaje y esperaba, de alguna manera, convencerlo con la mayor pasión posible de que yo era ella, de que había investigado y de que tenía la intención de representarla de una manera de la que él se sintiera orgulloso. Mientras discutíamos su vida, me puso a prueba. Me hizo muchas preguntas sobre ella para ver si había investigado. Puse algo de la música y hablamos de política, historia y arte. Al final de la velada, creo que lo había convencido después de que estuviera completamente en contra. No dijo que sí, pero mencionó que lo pensaría. [...] Le hice ver lo serios que éramos, que no estábamos intentando hacer algún tipo de película escandalosa sobre Eva Perón. Creo que lo convencí de que íbamos a retratarla de una manera muy respetuosa y que, al final, estaría muy orgulloso de la película.

El 23 de febrero, dos semanas antes de que la producción en Buenos Aires finalizara, se produjo un segundo encuentro en la Quinta de Olivos, esta vez con Parker, Madonna, Pryce, Banderas y algunos referentes peronistas y de la cultura del país, con el objetivo de obtener su visto bueno. Luego de mucha discusión, en la que la propia artista lo presionó para que les diera una respuesta, accedió a prestar el balcón de la Casa Rosada para la filmación de la escena, así como otros edificios gubernamentales que en su momento no habían estado a su alcance. Según Parker, mientras más los conocían y más tiempo pasaban filmando en Buenos Aires, entendieron que la película «se iba a hacer con o sin su ayuda, así que decidieron ayudarnos». Prosiguió: «Fue muy difícil. La opinión generalizada era que nunca nos darían permiso. Pero a medida que la maquinaria de la película avanzaba por Buenos Aires, logramos ganarnos a la gente». Además, llegó a la conclusión de que Menem al final cedió «en parte porque se dio cuenta de que solo una minoría de personas estaba en contra de nosotros». Cabe señalar que, incluso con el permiso del presidente, Parker consideró rodar la escena en un estudio de sonido, debido a que se gastó tanto dinero en la construcción de una réplica en Londres que «económicamente no tendría sentido rodar» en el balcón, además de que no disponían del equipo de iluminación adecuado. Sin embargo, la producción cambió de opinión y se mantuvo el plan de rodar allí. La noticia de la aprobación del presidente se reveló al poco tiempo en diferentes medios de comunicación internacionales.

### Rodaje
| Anoche fue como un sueño y, sin embargo, sucedió tan fácilmente y sin esfuerzo que tengo que seguir pellizcándome para asegurarme de que no me lo he imaginado. Anoche salí al balcón de la Casa Rosada ante miles de personas y canté «Don't Cry for Me Argentina» en el lugar exacto donde ella se había parado tantas veces antes. Alcé los brazos y miré a los ojos hambrientos de la muchedumbre, y en ese momento sentí cómo ella entraba en mi cuerpo como un misil, desde mis pies, subiendo por mi espina dorsal hasta la punta de los dedos, para ir al encuentro del público y luego volver al cielo. Luego no pude hablar, estaba tan feliz, pero también sentí una gran tristeza. Porque ella me persigue como un fantasma, me empuja a sentir cosas. Cuando deseas algo lo suficiente, toda la tierra conspira para ayudarte a conseguirlo. —Madonna sobre el rodaje de «Don't Cry for Me Argentina» en el balcón presidencial. |

La filmación se llevó a cabo entre la noche del sábado 9 y la madrugada del lunes 11 de marzo de 1996, unos días antes de que finalizara la producción en Argentina. La Plaza de Mayo, ubicada justo en frente de la Casa de Gobierno, fue acordonada especialmente para el rodaje de la escena, además de que se colocaron banderas y adornos de manera estratégica sobre las unidades de aire acondicionado que habían sido instaladas en el balcón después de la época de Evita. La parte derecha de la Casa Rosada se iluminó con focos para dar la impresión de una escena diurna y simular la «dramática» iluminación que Khondji vio en los noticiarios en blanco y negro. Entre dos a cuatro mil extras, vestidos con trajes característicos de la década de 1950, personificaron a la masa de trabajadores que agitaban banderas argentinas y reivindicaban la candidatura de Evita. La segunda noche sirvió para grabar los contraplanos de la muchedumbre, para lo cual Parker, desde el balcón y con la referencia del cuerpo de Madonna, filmó a las masas «enfervorizadas». El director recordó que era «imposible no emocionarse» y que el público «enloqueció» cuando la artista salió y comenzó a cantar. Al final, tras filmar toda la noche y cuando salió el sol a la mañana siguiente, «todos nos abrazamos en silencio». Cabe señalar que, durante la grabación, varios argentinos que participaron como extras afirmaron haber recibido amenazas de muerte anónimas.
En un diario personal que Madonna redactó durante el rodaje de Evita, que posteriormente se publicó en la edición de noviembre de 1996 de la revista Vanity Fair, describió la experiencia como «un sueño» y afirmó haberse sentido poseída por el espíritu de Eva cuando filmó la escena en el balcón. Expresó además que muchos de los extras lloraban durante el momento de la filmación y supo «que estaban recordando a Eva. Fue muy conmovedor, porque no estaba pensando en mí misma, estaba pensando en ella». En el mismo diario, reconoció haberse ganado «un mínimo de respeto» de los argentinos. Santiago Fouz-Hernández, uno de los editores de Madonna's Drowned Worlds (2004), percibió un «proceso de identificación» entre la cantante y la primera dama, lo que se representó en los relatos que aquella escribió con «notables niveles de pasión». Años más tarde, en una entrevista con Us Weekly, sostuvo que cantar allí había sido «increíble», «real y surreal» y su recuerdo favorito al hacer una película. En su autobiografía, Rice aseguró que se habría sorprendido «si me hubieran dicho en 1974 que, veintidós años después, se filmaría una recreación completa del mayor momento de Evita en ese mismo balcón, con la plena aprobación del gobierno argentino, utilizando nuestras letras y música». Por su parte, Parker recordó haber tenido una sensación rara cuando subió al balcón y miró hacia la multitud, «como si todo aquello no fuese una película, sino algo extrañamente real»: «Fue maravilloso utilizar el mismo balcón donde estuvo Eva Perón. Se sentía como ser parte de la historia, no solo recrearla. Fue un momento electrizante». Sobre su experiencia en la grabación de la escena, profundizó:

[Ha sido] estupendo que se le permitiera venir aquí y hacer lo suyo, y que la gente viera lo grandiosa que es y lo bien que canta [«Don't Cry for Me Argentina»]. No creo que haya nadie, tanto equipo como extras, que no pueda responder emocionalmente a la canción. El día que rodamos esa famosa canción, salí al balcón con ella y abajo había miles de extras portando banderas peronistas. De repente, me di cuenta de que estábamos exactamente en el mismo lugar donde Evita solía estar. Fue un momento profundamente conmovedor. Sentí que estaba viviendo la situación real. Para mí, como director, fue uno de los mayores privilegios de mi carrera.

### Estreno y sinopsis

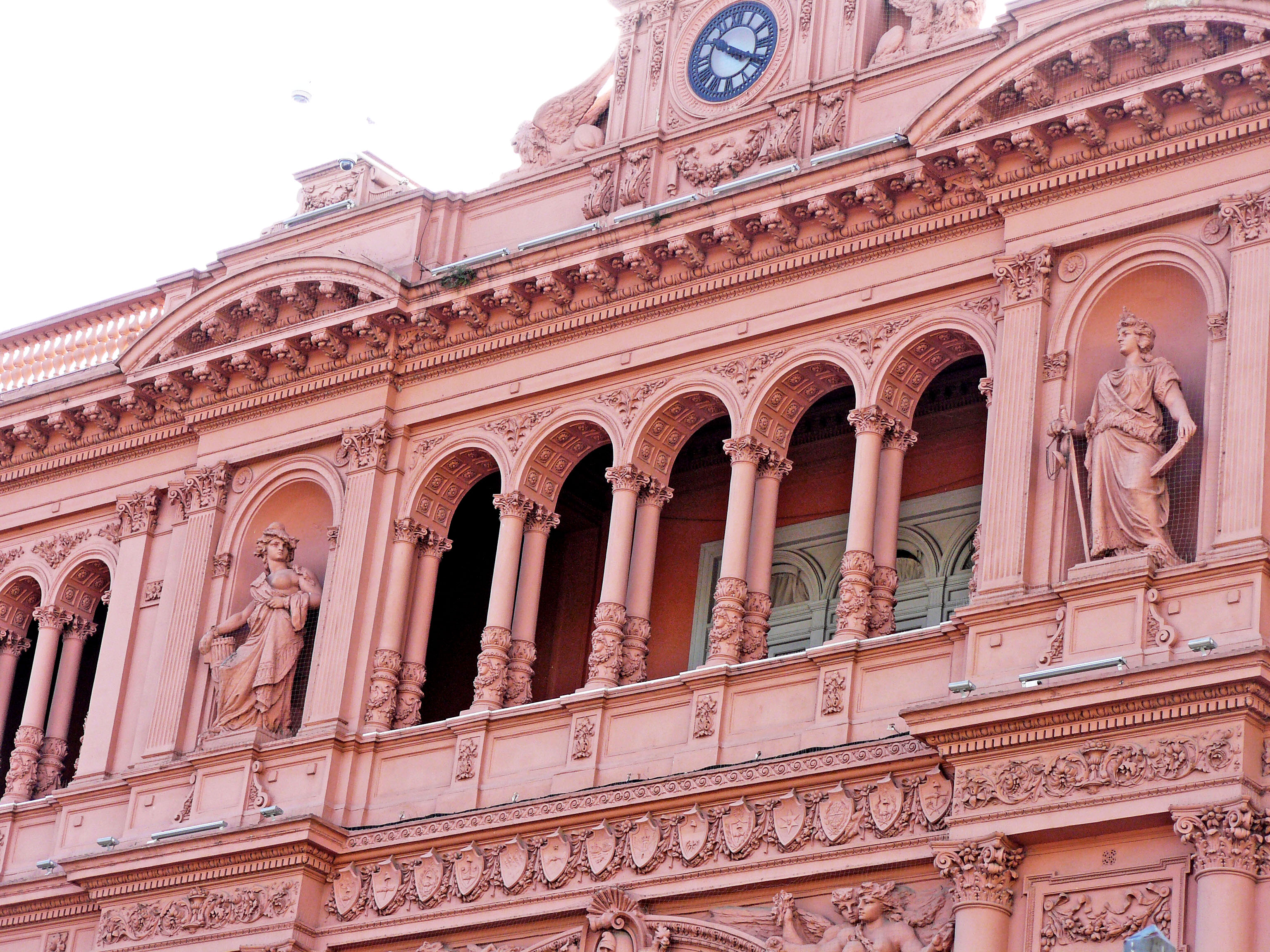
Balcón presidencial de la Casa Rosada, donde tiene lugar el videoclip de la canción.

En los Estados Unidos, el videoclip se añadió a la programación de los canales VH1 y The Box en las semanas del 29 de noviembre y 21 de diciembre de 1996, respectivamente. En esa última semana, empezó a transmitirse en MTV Europa y The Music Factory de los Países Bajos. En el Reino Unido, tuvo su estreno el 17 de enero de 1997 en el episodio 1715 del programa Top of the Pops, de la BBC, y al día siguiente en la cadena MuchMusic de Canadá. Fue el vídeo más visto en MTV Brasil y el noveno más reproducido en VH1 para el 9 de febrero de 1997.
La escena del balcón presidencial, descrita como la «más emblemática» y «crucial» de la película, constituye el núcleo emocional de la historia. Representa el discurso que pronunció Evita después de que Perón ganara las elecciones de 1946 y ella se convirtiera en primera dama. En el vídeo, la multitud clama por Evita. Desde el balcón, el presidente (Pryce) llama a su esposa, quien camina hacia las luces cegadoras de la Plaza de Mayo mientras toda la muchedumbre se extiende «hasta perderse en la oscuridad lejana». Eva respira el aire «denso de la adoración completa» y pide silencio al público, que representa a los partidarios peronistas, y procede a cantarles el tema. La multitud porta banderas argentinas, pancartas del partido peronista, pañuelos blancos y carteles en los que se lee «Viva la nueva Argentina», «Perón es el pueblo» y «Viva la patria con Perón».
Entre las tomas, se perciben miradas «astutas de admiración y desprecio» del Che (Banderas) y fuertes emociones en sus seguidores, mientras Juan Perón sonríe orgulloso desde un costado. Durante su discurso, la cámara se desplaza a través de los rostros de la muchedumbre, que permanece «embelesada» ante Eva. La quietud de la calle que se muestra en las tomas de esta secuencia transmite una sensación de «éxtasis». El Che, que personifica a la clase trabajadora, observa siempre con escepticismo, y cerca del final se retira de la muchedumbre con evidente disgusto y enojo. Las imágenes se intercalan con analepsis de la juventud de Eva, incluyendo su partida hacia Buenos Aires y su tiempo bailando en un bar de tango, para recalcar lo lejos que llegó hasta su ascenso al poder de manera concisa.

### Respuesta crítica
| Y cuando veas a Madonna como Eva en el balcón de la Casa Rosada, cantando conmovedoramente «Don't Cry for Me Argentina», creerás que nadie más podría haberlo hecho tan bien. Eva en el balcón es realmente Madonna en el escenario o en los vídeos, exhortando a las masas, rogándoles que se acerquen, que la amen, que escuchen, que respeten y que obedezcan. —Reseña de Liz Smith, de Toledo Blade. |

Un redactor del diario argentino La Nación elogió la actuación de Madonna y admitió que la escena era «hermosa y conmovedora», opinión que compartió Alicia Anstead, de Bangor Daily News, al describirla como «realmente emocionante». En la misma línea, a Peter Keough, del Boston Phoenix, le pareció una de las más importantes de la artista y un número «impactante, pronunciado de manera asombrosa ante miles de adoradores», y Angie Errigo, de la revista Empire, la denominó «sorprendentemente épica». Michael Dequina, de The Movie Report, también calificó a las tomas como «realmente asombrosas», en tanto que Jim Craddock, editor de VideoHound's Golden Movie Retriever (2014), lo reconoció como lo más destacado del filme. Colin Rivers, de The Queen's Journal, definió a la secuencia «un tour-de-force en sí misma», lo que resultaba un mérito tanto para Webber y Rice como para Madonna. Según Geoff Brown, de The Times, había «pasión y compromiso» en la actuación de la artista, y Eddi Fiegel, que la nombró una de las más memorables para ella, añadió que «parecía darle una extraña sensación de conexión con la mujer que estaba representando». De igual manera, Paolo Lughi, del periódico italiano Il Piccolo, escribió que cuando interpreta el tema desde el balcón, el momento se vuelve tan «mágicamente creíble» que «nos parece creer en la tan proclamada "identificación total" entre Madonna y Evita». En la misma línea, Marylynn Uriochio, del Pittsburgh Post-Gazette, sostuvo que «hemos llegado a aceptar a Madonna como la encarnación completa de Evita».
La crítica destacó en especial la naturaleza emotiva de la escena y la representación de Eva hacia la multitud. Así, Peggy Sue Ironside, del periódico Spoke, opinó que tuvo el «impacto suficiente para que los asistentes se secaran las lágrimas». De Newsweek, David Ansen sostuvo que los cineastas «pudieron ver, en la emoción de los extras que inclinaban sus rostros hacia arriba, el espíritu vivo de Evita y el motivo por el que habían llegado a Argentina». No tan distante, la historiadora estadounidense Mary Gabriel observó que las lágrimas de los extras eran reales y que todos ellos «viajaron en el tiempo para experimentar lo que sintió la generación que conoció a Eva Perón: amor y pérdida a partes iguales». En un comentario para Los Angeles Magazine, Mary Melton subrayó que el público «se levanta en masa con los brazos extendidos en la clásica "V"». Claudia Soria, en Los cuerpos de Eva (2005), señaló que la secuencia apelaba a emocionar al público «justamente porque muestra que Eva, una bastarda que nace en un desconocido pueblo de provincia, logra llegar a lo alto del balcón, al corazón de Buenos Aires, para enamorar maternalmente a las masas desposeídas». Richard J. Allen, uno de los redactores de Stars, Studios, and the Musical Theatre Screen Adaptation (2023), observó que Parker utiliza el primer plano para «llevarnos al interior de la mente de Eva», que, a diferencia de la versión teatral, en la que el público la observa desde lejos y especula sobre su sinceridad, la escena en la película «nos acerca de manera más íntima y personal, donde Madonna no muestra más que sinceridad e incluso una genuina humildad detrás de las ahora familiares palabras».
En otros comentarios, Soria añadió que, pese a la dificultad de la escenografía, con el número de extras y la «enorme puesta de luces», las tomas del balcón y la plaza parecían ser las únicas que justificaban y a la vez compensaban un «complicado trabajo de rodaje en medio de un clima muy desfavorable» para la producción. En el libro Magill's Cinema Annual (1997), James M. Welsh señaló que haber rodado en el balcón «aportó cierta autenticidad histórica al momento definitorio» del filme. Por su parte, el crítico literario John Kenneth Muir escribió que «cuando las masas comienzan a tararear la canción que ella les canta, con lágrimas en los ojos, están reflejando su viaje, creyéndose la atractiva fantasía que ella les presenta». Sobre la escena en particular, Sharon Mazer, autora de Performance in Popular Culture (2023), profundizó:

Su actuación es brillante y, para Madonna, contenida, especialmente cuando sube al balcón para cantar «Don't Cry for Me Argentina». Su voz es pura. Los reflectores la iluminan. La música envuelve a las masas, cuyos ojos brillan y rostros (llorosos) se alzan hacia ella. Es la luz en la noche. Como Callas en un concierto en 1962, Madonna en el balcón parece estar alerta a la música y en comunión con las masas, interpretando un ensueño privado en público.

Por el contrario, Rodrigo Fresán, en su reseña a la película para Página/12, calificó a la secuencia de «tan poco espectacular como los funerales de Eva». Taraborrelli sintió que su actuación parecía «sosa y desapasionada, sobre todo teniendo en cuenta todo lo que hizo para asegurar ese lugar». No obstante, remarcó que la escena se veía realzada y potenciada gracias a los «amplios ángulos de cámara, los cambios dramáticos de la iluminación y especialmente a sus compañeros de reparto», quienes conferían «una fuerza que Madonna, pese a todo el esfuerzo visible en los músculos de su cuello, parece incapaz de lograr». Octavio Roca, del sitio SFGate, criticó el «desastroso trabajo» de Parker en esta escena, así como la edición de Gerry Hambling sobre la cinematografía de Khondji. Mencionó que Madonna debería haber tenido la oportunidad de «hacer suyo» ese momento del balcón, pero «en lugar de permitir que la cámara la adorara y que el público simplemente la viera cantar», hubo pocos fragmentos de Evita «seduciendo al pueblo argentino con su canto de sirena», y en su lugar Parker convirtió el momento en un «vídeo de rock con más cortes que la escena de la ducha en Psicosis, de Hitchcock». Concluyó que, aunque ella podría haber estado «grandiosa» en esta secuencia, «el mundo nunca lo sabrá porque su director decidió no confiar en su poder para seducirnos».

## Presentaciones en vivo
En octubre de 1993, tres años antes del estreno de la película, Madonna cantó un fragmento improvisado de «Don't Cry for Me Argentina» ante un público «eufórico» durante su primera visita a Buenos Aires, como parte de la gira The Girlie Show World Tour. Según el periodista Dan Guerrero, de La Opinión, la actuación «enloqueció de placer al público» y alimentó los rumores en ese momento de que ella asumiría el papel principal de Eva Perón. En la misma línea, el biógrafo Andrew Morton opinó que lanzó «una gran indirecta a los productores de Hollywood», que por entonces aún no elegían a la protagonista de la adaptación cinematográfica. Por el contrario, el editor y periodista Matthew Rettenmund la describió como una «prueba agridulce sin segunda oportunidad». Ocho años después, se incluyó una versión instrumental en el repertorio de su gira Drowned World Tour de 2001. La cantante no estuvo presente durante su ejecución; en su lugar, la pieza sirvió como un interludio de «fondo fantasmal» que daba inicio al cuarto y último acto del espectáculo, caracterizado por un tono de Evita que luego derivaba en una estética ghetto fabulous. En el escenario, transformado para recrear una atmósfera española con velas, tres parejas de bailarines ejecutaban sugerentes pasos de tango «en la penumbra». Alex Magno, quien realizó la coreografía de este y otros números de la gira, la describió como un interludio en el que los bailarines «se quedaban sin aliento». Un reportero del periódico ABC sintió que el número permitió bajar la intensidad del concierto, mientras que Claudia Assef, de Folha de S. Paulo, lo calificó como otro «momento cursi» del espectáculo. En otro comentario desfavorable, Michael Hubbard, de musicOMH, señaló que los primeros compases provocaban tal «pánico» que resultaban ser el «momento ideal para ir al baño». La presentación figuró en el VHS/DVD de la gira, Drowned World Tour 2001, grabado el 26 de agosto en el recinto The Palace of Auburn Hills de Míchigan.
En diciembre de 2008, durante los cuatro conciertos realizados en Buenos Aires como parte del Sticky & Sweet Tour, Madonna interpretó una versión acústica del tema seguido de «You Must Love Me» —que formaba parte del repertorio oficial— como una «sorpresiva» dedicatoria al país. Estuvo acompañada de la banda The Kolpakov Trio, así como de un guitarrista y un acordeonista, a la vez que las pantallas instaladas en el escenario exhibían la bandera argentina y escenas del filme. Recibió elogios por su tono íntimo y su interpretación «sentida» y «conmovedora», así como por la reacción de los asistentes que «no pudieron contener las lágrimas». Katie Hasty, de HitFix, señaló que «Argentina no puede evitar llorar por ella, sobre todo después de trece años de ausencia en el país». Colin Jacobson, de DVD Movie Guide, lo describió como un momento de «gran emoción» ante la «atronadora respuesta del público argentino», y los autores Ignacio D'Amore y Mariano López, de la Enciclopedia Gay (2012), afirmaron que los presentes estuvieron «repentinamente contagiados de una fatídica fiebre futbolera» mientras coreaban el nombre del país «como si se tratase de un partido o de una manifestación nacionalista». La historiadora Mary Gabriel escribió que, tras el silencio, hubo un «rugido» del público y que «no era Eva Perón cantando a su pueblo, era Madonna cantando a sus admiradores». La presentación se añadió posteriormente a su tercer álbum en vivo, Sticky & Sweet Tour, grabado en dicha ciudad y publicado a finales de marzo de 2010. Cuatro años después, en los dos recitales que brindó en Buenos Aires durante el MDNA Tour (2012), volvió a interpretarla para «conectar» con los fanáticos argentinos, en esta ocasión en reemplazo de «Like a Virgin» (1984). La cantante exhibió en su espalda un tatuaje «muy simbólico» con la palabra «Eva», en alusión a Evita, y entonó la canción entre lágrimas acostada sobre un piano. Claudia Seta, de Canal 26, declaró que «conmovió» al público que «no pudo evitar el llanto».
En enero de 2016, durante el concierto brindado en el American Airlines Arena de Miami en la gira Rebel Heart Tour, la artista ejecutó una «apasionada» interpretación de la canción acompañada de su guitarrista. Previo a la actuación, afirmó que no había muchas ciudades en las que pudiera cantarla, pero que Miami era «perfecta para ello». La interpretación fue descrita como la «verdadera sorpresa de la noche» por Michael Hamersly, del Miami Herald. Geysell Cisneros, del Diario Las Américas, mencionó que hizo «gala de su magnífica voz». Madonna fue la estrella invitada en la sección «Carpool Karaoke» del programa The Late Late Show, transmitida a principios de diciembre de 2016, en donde cantó a dúo con el presentador James Corden un fragmento acústico «totalmente inesperado» y «realmente impresionante» de «Don't Cry for Me Argentina», entre otros temas de su catálogo. Ambos imitaron la característica pose presidencial de Evita y marcó la primera vez que un artista interpretaba una canción a capela en dicho segmento. Dan Snierson, de Entertainment Weekly, sintió que había sido la que «mejor lució la voz» de Madonna. El 6 de febrero de 2020, durante el recital de Londres en el marco del Madame X Tour, la cantó en homenaje a Lloyd Webber, quien se encontraba entre el público.
Se incluyó una versión acortada de «Don't Cry for Me Argentina» en un mashup con «La isla bonita» (1987) durante el quinto acto del espectáculo para la duodécima gira de Madonna, The Celebration Tour (2023-2024), en conmemoración de sus cuarenta años de carrera. La cantante lució indumentaria de vaquera y se acompañó de una bailarina que vestía pantalones de camuflaje, cubre pezones en forma de cruz y la frase no fear escrita en su espalda. Durante la presentación, portó la bandera ucraniana o la bandera del orgullo como capa, en una especie de «eterno ángel guardián de la comunidad LGBTQIA+», mientras que en las pantallas aparecían imágenes de distintas figuras históricas y artísticas a las que Madonna homenajeó, como Eva Perón, Frida Kahlo, Malcolm X, James Baldwin, Martin Luther King, Marlon Brando, Simone de Beauvoir, Che Guevara, Nina Simone, David Bowie y Sinéad O'Connor. Hacia el final, clamaba la frase no fear con los espectadores. La presentación fue uno de los números más aclamados y aplaudidos por el público. Marc Bearden, de Palm Springs Tribune, elogió la actuación y la consideró «hermosamente hecha», en tanto que Joe Lynch, de Billboard, remarcó que el homenaje a O'Connor, con quien la cantante mantuvo una relación pública conflictiva a principios de la década de 1990, fue uno de los mejores momentos del espectáculo. Por el contrario, Mireia Pería, de Jenesaispop, lo sintió como un momento «rarísimo, visualmente potente, de mensaje más potente aún, pero musicalmente bastante cojo», y criticó a la cantante por «destrozar» el tema sobre una «base machacona». Diario de Cuba reprobó el hecho de incluir al Che Guevara entre las imágenes a la vez que la artista dedicaba un momento del concierto «a criticar la homofobia y la persecución que han sufrido muchas personas por su orientación sexual».

## Versiones de otros artistas
A pesar de no ser una canción original de Madonna, varios artistas y grupos se basaron en su interpretación para grabar distintas adaptaciones que, en su mayoría, se incluyeron en álbumes tributo a la cantante. Por ejemplo, en marzo de 1997, un popurrí de «Like a Prayer» (1989) y «Don't Cry for Me Argentina», grabado por la banda homenaje Who's That Girl!, alcanzó el puesto 88 en la lista de sencillos del Reino Unido. En agosto de ese mismo año, durante el espectáculo de comedia Ai-vita The Repeat, la cantante filipina Ai-Ai de las Alas parodió varias escenas del filme, incluida la interpretación de «Don't Cry for Me Argentina» de Madonna, y presentó una adaptación reescrita en tagalo con «letras nuevas y divertidas», acorde al tono cómico del evento. Por su parte, los cantantes Lady Veronica, Rosie West, Angelina y Brook Barros grabaron sus respectivas versiones para los discos Madonnamania (1998), The Material Girl: A Tribute to Madonna (2000), A Tribute to the Greatest Hits of Madonna (2004) y The Music of Madonna (2005), mientras que las agrupaciones The Klone Orchestra, The Pop Allstars y Strike A Pose las incluyeron, respectivamente, en Her Greatest Hits: The Ultimate Madonna Tribute (2003), Madonna: The Immaculate Tribute (2008) y el segundo volumen de A Tribute To Madonna (2009).
Las bandas homenaje Madonna Tribute Band y Tune Robbers también grabaron su propia interpretación para sus respectivos álbumes, y apareció como la última pista de A Tribute to Madonna: Material Girls (2010), del grupo homónimo. El Romantic Jazz Trio, liderado por el cantante John DiMartino, interpretó una versión jazz para el álbum tributo Forbidden Love, grabado en mayo de 2012 en el Tedesco Studio de Nueva York y lanzado ese mismo año por el sello Venus Records. Otra grabación clásica estuvo a cargo de la banda The Chant Masters para el material Gregorian Madonna, publicado en octubre de 2012, y una versión instrumental del grupo Molotov Cocktail Piano se añadió al disco MCP Performs the Ultimate Madonna Playlist, editado en julio de 2019 por CC Entertainment. La artista neerlandesa Ivana Raymonda van der Veen subió su propia versión, basada en la interpretación de Madonna, a su sitio web oficial en mayo de 2019. Finalmente, durante el episodio Madonna: The Unauthorized Rusical, el séptimo de la duodécima temporada del programa de telerrealidad estadounidense RuPaul's Drag Race, emitido el 10 de abril de 2020, los concursantes interpretaron un musical inspirado en la carrera de la cantante. El participante Sherry Pie parodió el papel de la cantante en Evita y recreó especialmente la escena mientras cantaba en el balcón.

## Legado

### Premios y reconocimientos
«Don't Cry for Me Argentina» fue honrada como una de las canciones más escuchadas de 1997 en los Estados Unidos en la decimoctava ceremonia anual de los Pop Music Awards, entregados por la Asociación Estadounidense de Compositores, Autores y Editores (ASCAP, por sus siglas en inglés). Le entregaron el premio a los compositores, Rice y Lloyd Webber, en un acto celebrado el 22 de octubre de ese año en el Landmark Hotel de Londres, en el que se rindió homenaje a autores y editores miembros de la Performing Right Society (PRS) del Reino Unido. También ganó a mejor canción adaptada en la primera edición de los Online Film & Television Awards de 1996. Obtuvo una nominación a mejor canción de una película en los premios MTV Movie, realizados el 10 de junio de 1997, pero perdió ante «Machinehead», interpretada por la banda Bush, del filme Fear. Fue nominada en la misma categoría en la cuarta edición de los Blockbuster Entertainment Awards, celebrada en marzo de 1998. En noviembre de 2003, fue considerada para formar parte del listado 100 años... 100 canciones del American Film Institute (AFI), aunque finalmente no fue incluida.
Fred Bronson, en su libro Billboard's Hottest Hot 100 Hits (2003), calificó la versión de Madonna como la vigesimoséptima mejor canción de una película musical, así como la 87.ª más destacada de 1997. En reseñas retrospectivas, la biógrafa Barbara Victor afirmó que, con su versión, la letra «cobro aún más sentido para los millones de personas que la volvieron a escuchar». Tanto Jason C. McLean del sitio web WatchMojo como Mark Elliott de la revista Dig! expresaron que su grabación resultó ser la «pieza central triunfante» y la que ayudó a que Madonna consiguiera un Globo de Oro a la mejor actriz de comedia o musical por su papel de Eva. Milagro Urquieta, de Vogue México y Latinoamérica, opinó que hizo de la canción «un himno en sus conciertos» y una de las «mejores interpretaciones que hemos visto de este ícono», mientras que HuffPost y Terra lo definieron como uno de sus sencillos más importantes y de los que más causaron impacto en su carrera. Periódicos, revistas y sitios web especializados en música lo incluyeron en múltiples listas de los sencillos más destacados de su discografía.
Graham Gremore, de Queerty, colocó su interpretación dentro de las 56 razones por las que Madonna era «amada». En diciembre de 2023, la BBC Radio 2 pidió a los oyentes que escogieran hasta cinco de sus canciones favoritas de la artista en una votación llamada Your Ultimate Madonna Song, que sería transmitida en vivo por la emisora; al publicarse la lista completa, «Don't Cry for Me Argentina» se ubicó en la vigesimoquinta posición. Mario Vernal Vilicic, del sitio Applauss, reconoció al videoclip como uno de los más destacados de la artista y lo calificó como una de las escenas más icónicas del filme. La edición francesa de la revista Vogue lo incluyó dentro de los veinte vídeos «de culto» de la cantante. En una votación realizada en noviembre de 2001, los espectadores de Q TV, el canal de música derivado de la revista Q, lo eligieron como el noveno mejor vídeo de la artista.

### Impacto comercial
| Pero es en el celuloide, y en ese famoso balcón de la Plaza de Mayo, en Buenos Aires, donde se consolida el legado de «Don't Cry for Me Argentina» como una de las mejores canciones de Madonna. Esta interpretación decidida y segura de sí misma captura al icono en su mejor momento, y es la actuación que todos recuerdan de cualquier versión de Evita. Su versión de la canción resultó ser, por mucho, el mayor éxito global, y su reinvención dance [...] sigue siendo un punto culminante en su amplio y diverso catálogo musical. Es la culminación de su carrera cinematográfica. —Mark Elliott, de la revista Dig! |

El tema representó uno de los mayores triunfos de Madonna en las listas musicales de los años 1990, década que estuvo enmarcada por el «éxito mundial» de «Vogue» (1990) y el «renacimiento comercial y crítico» de la cantante con Ray of Light (1998). Jonathan Hamard, de Charts in France, lo describió como un caso atípico en su discografía, dado que su carrera se vio «relanzada» y «regresó a lo más alto después de tres años de declive», comentario que compartieron LeRoy Barnett y Carolyn Damstra, en Makin' Music (2002), quienes afirmaron que el sencillo «la devolvió a la cima». Su versión es considerada la más popular y exitosa en el mundo, de todas las que se han publicado. Armando Caruso, de La Stampa, sustentó que fue ella quien la llevó a la notoriedad internacional al interpretarla en la película. Andrea Chignoli, una de las redactoras de Film + Travel North America, South America (2009), aseguró que muchos lectores pensarán «inmediatamente» en Madonna cantando «Don't Cry for Me Argentina» al escuchar la palabra «Argentina». Günseli Yalcinkaya, de Dazed, sostuvo que el «teatro musical no ha vuelto a ser el mismo» desde que la artista cantó por primera vez el tema, y Cristen Conger, del sitio HowStuffWorks, señaló que el nombre de Eva Perón evocaba a Madonna en la cultura popular, en especial cuando esta última canta el tema en el balcón.
Por otro lado, Nicole Frank, en su libro Argentina: Countries of the World (2000), afirmó que las remezclas pudieron escucharse en las discotecas más populares de los Estados Unidos. De acuerdo con Bill Lamb, de Live About, el lanzamiento de las versiones dance ayudó a que la canción se consolidara como un éxito pop internacional, opinión que compartieron Thomas A. Greenfield y Kaitlyn C. Allen, redactores de Music in American Life (2013), quienes argumentaron que, aun con las interpretaciones de LuPone y Olivia Netwon-John, fue la versión disco de Madonna la que la convirtió en un éxito dance mundial. En un artículo de The Times, el periodista Paul Sexton citó a «Don't Cry for Me Argentina» como ejemplo de cómo la cultura de la música dance se «infiltró en cada rincón de la industria musical» y «descubrió el mágico poder del remix como herramienta de marketing». Asimismo, reconoció que los «amantes del dub devoraron las remezclas» y contribuyeron «sustancialmente» al éxito comercial del tema.
Billboard clasificó la versión «Miami Mix» en el puesto 95 de las cien mejores canciones pop de 1997 y en el 79 de las mejores de Madonna. Andrew Unterberger y Joe Lynch, de la revista, afirmaron que la producción de Flores y Garza constituía un «ménage à trois extrañamente agradable entre Broadway, la música latina y la de club», que llevó su voz «del balcón a la pista de baile y devolvió la canción a la gente». El sitio Chart Beats la clasificó en el 179.º puesto de las 200 mejores canciones de 1997, y Matthew Rettenmund, de Boy Culture, la ubicó en el decimocuarto lugar de las veinticinco mejores remezclas de la cantante. En su reseña, la denominó «extravagante, kitsch y llena de fiesta» y añadió que «así como las palomitas acarameladas son a la nutrición, esta mezcla es a la gran música». Por último, en un ranquin sobre las mejores remezclas del recopilatorio Finally Enough Love: 50 Number Ones (2022), Mike Wass, de Variety, posicionó a «Miami Mix Edit» en el tercer lugar y la calificó como una «obra maestra del camp en su máxima expresión».

## Lista de canciones y formatos
| 7", casete (Reino Unido) |                              |          |  |
| N.º                      | Título                       | Duración |  |
| 1.                       | «Don't Cry For Me Argentina» | 5:31     |  |
| 2.                       | «Santa Evita»                | 2:30     |  |

| 7" (Francia) |                                                  |          |  |
| N.º          | Título                                           | Duración |  |
| 1.           | «Don't Cry For Me Argentina» (Miami Mix Edit)    | 4:31     |  |
| 2.           | «Don't Cry for Me Argentina» (versión del álbum) | 5:31     |  |

| Casete (Australia) |                                                  |          |  |
| N.º                | Título                                           | Duración |  |
| 1.                 | «Don't Cry For Me Argentina» (versión del álbum) | 5:31     |  |
| 2.                 | «Don't Cry for Me Argentina» (Miami Mix Edit)    | 4:31     |  |

| CD promocional |                                                  |          |  |
| N.º            | Título                                           | Duración |  |
| 1.             | «Don't Cry for Me Argentina» (Radio Edit)        | 4:49     |  |
| 2.             | «Don't Cry for Me Argentina» (versión del álbum) | 5:31     |  |

| CD 1 (Europa y Reino Unido) |                              |          |  |
| N.º                         | Título                       | Duración |  |
| 1.                          | «Don't Cry for Me Argentina» | 5:31     |  |
| 2.                          | «Santa Evita»                | 2:30     |  |
| 3.                          | «Latin Chant»                | 2:11     |  |

| 12" promocional (Reino Unido) |                                                         |          |  |
| N.º                           | Título                                                  | Duración |  |
| 1.                            | «Don't Cry for Me Argentina» (Miami Mix)                | 6:55     |  |
| 2.                            | «Don't Cry for Me Argentina» (Miami Mix Edit)           | 4:31     |  |
| 3.                            | «Don't Cry for Me Argentina» (Miami Spanglish Mix Edit) | 4:29     |  |

| 12", Maxi CD (Canadá; EE. UU.) |                                                               |          |  |
| N.º                            | Título                                                        | Duración |  |
| 1.                             | «Don't Cry For Me Argentina» (Miami Mix Alternate Ending)     | 7:59     |  |
| 2.                             | «Don't Cry For Me Argentina» (Miami Spanglish Mix)            | 6:57     |  |
| 3.                             | «Don't Cry For Me Argentina» (Miami Mix Edit)                 | 4:31     |  |
| 4.                             | «Don't Cry For Me Argentina» (Miami Dub Mix)                  | 6:23     |  |
| 5.                             | «Don't Cry For Me Argentina» (Miami Mix Instrumental Version) | 6:55     |  |
| 6.                             | «Don't Cry For Me Argentina» (Miami Spanglish Mix Edit)       | 4:28     |  |

| 12", Maxi CD / CD 2 The Dance Mixes (Reino Unido) |                                                         |          |  |
| N.º                                               | Título                                                  | Duración |  |
| 1.                                                | «Don't Cry For Me Argentina» (Miami Mix Edit)           | 4:31     |  |
| 2.                                                | «Don't Cry For Me Argentina» (Miami Spanglish Mix Edit) | 4:29     |  |
| 3.                                                | «Don't Cry For Me Argentina» (Miami Mix)                | 6:57     |  |
| 4.                                                | «Don't Cry For Me Argentina» (versión del álbum)        | 5:34     |  |

| EP Miami Remixes (2022) |                                                           |          |  |
| N.º                     | Título                                                    | Duración |  |
| 1.                      | «Don't Cry for Me Argentina» (Radio Edit)                 | 4:50     |  |
| 2.                      | «Don't Cry for Me Argentina» (Miami Mix Edit)             | 4:31     |  |
| 3.                      | «Don't Cry for Me Argentina» (Miami Spanglish Mix Edit)   | 4:29     |  |
| 4.                      | «Don't Cry for Me Argentina» (Miami Mix)                  | 6:57     |  |
| 5.                      | «Don't Cry for Me Argentina» (Miami Spanglish Mix)        | 6:59     |  |
| 6.                      | «Don't Cry for Me Argentina» (Miami Mix Alternate Ending) | 8:01     |  |
| 7.                      | «Don't Cry for Me Argentina» (Miami Dub Mix)              | 6:26     |  |
| 8.                      | «Don't Cry for Me Argentina» (Miami Mix Instrumental)     | 6:57     |  |
| 9.                      | «Don't Cry for Me Argentina»                              | 5:35     |  |

## Posicionamiento en listas
| País/Continente | Lista (1996-1997)                      | Posición más alta |
| --------------- | -------------------------------------- | ----------------- |
| Alemania        | Offizielle Deutsche Charts             | 3                 |
| Australia       | ARIA Charts                            | 9                 |
| Austria         | Ö3 Austria Top 40                      | 3                 |
| Bélgica         | Ultratop 50 (Flandes)                  | 5                 |
| Bélgica         | Ultratop 50 (Valonia)                  | 2                 |
| Bélgica         | Promuvi                                | 3                 |
| Canadá          | RPM Adult Contemporary                 | 3                 |
| Canadá          | RPM Dance                              | 5                 |
| Canadá          | RPM Top 100 Tracks                     | 14                |
| Canadá          | SoundScan                              | 1                 |
| Canadá          | The Record Contemporary Hit Radio      | 3                 |
| Dinamarca       | IFPI Dinamarca                         | 6                 |
| Escocia         | Scottish Singles Chart                 | 3                 |
| España          | AFYVE                                  | 1                 |
| Estados Unidos  | Billboard Hot 100                      | 8                 |
| Estados Unidos  | Billboard Adult Contemporary           | 21                |
| Estados Unidos  | Billboard Adult Top 40                 | 14                |
| Estados Unidos  | Billboard Hot 100 Airplay              | 5                 |
| Estados Unidos  | Billboard Hot 100 Singles Sales        | 11                |
| Estados Unidos  | Billboard Hot Dance Club Play          | 1                 |
| Estados Unidos  | Billboard Hot Dance Maxi-Singles Sales | 1                 |
| Estados Unidos  | Billboard Top 40 Mainstream            | 7                 |
| Estados Unidos  | Billboard Rhythmic Top 40              | 14                |
| Estados Unidos  | DMA Top 50 Dance Chart                 | 4                 |
| Estados Unidos  | Hits Most Powerful Songs               | 2                 |
| Estados Unidos  | R&R Adult Contemporary                 | 19                |
| Estados Unidos  | R&R CHR/Pop                            | 7                 |
| Estados Unidos  | R&R Hot AC                             | 12                |
| Estados Unidos  | R&R CHR/Rhythmic                       | 22                |
| Europa          | Eurochart Hot 100 Singles              | 1                 |
| Europa          | European Radio Top 50                  | 2                 |
| Finlandia       | Suomen virallinen lista                | 8                 |
| Francia         | SNEP                                   | 1                 |
| Francia         | Tubes en France                        | 5                 |
| Hungría         | Mahasz                                 | 1                 |
| Irlanda         | IRMA                                   | 8                 |
| Islandia        | Íslenski Listinn Topp 40               | 2                 |
| Italia          | Musica e dischi                        | 2                 |
| Noruega         | VG-lista                               | 9                 |
| Nueva Zelanda   | Recorded Music NZ                      | 6                 |
| Países Bajos    | Top 40 Tipparade                       | 3                 |
| Países Bajos    | Dutch Single Tip                       | 4                 |
| Polonia         | LP3                                    | 3                 |
| Reino Unido     | UK Singles Chart                       | 3                 |
| Reino Unido     | UK Airplay Chart                       | 3                 |
| Reino Unido     | UK Club Chart                          | 4                 |
| Reino Unido     | UK Network Chart                       | 3                 |
| República Checa | IFPI                                   | 1                 |
| Suecia          | Sverigetopplistan                      | 9                 |
| Suiza           | Schweizer Hitparade                    | 4                 |

| País/Continente | Lista (1997)                           | Posición |
| --------------- | -------------------------------------- | -------- |
| Alemania        | Offizielle Deutsche Charts             | 22       |
| Australia       | ARIA Charts                            | 56       |
| Austria         | Ö3 Austria Top 40                      | 19       |
| Bélgica         | Ultratop 50 (Flandes)                  | 36       |
| Bélgica         | Ultratop 50 (Valonia)                  | 18       |
| Canadá          | RPM Adult Contemporary                 | 34       |
| Canadá          | RPM Top 100 Tracks                     | 92       |
| Canadá          | SoundScan                              | 6        |
| España          | AFYVE                                  | 4        |
| Estados Unidos  | Billboard Hot 100                      | 87       |
| Estados Unidos  | Billboard Hot 100 Airplay              | 57       |
| Estados Unidos  | Billboard Hot Dance Maxi-Singles Sales | 10       |
| Estados Unidos  | Billboard Top 40 Mainstream            | 53       |
| Estados Unidos  | Billboard Rhythmic Top 40              | 67       |
| Estados Unidos  | R&R AC                                 | 90       |
| Estados Unidos  | R&R CHR/Pop                            | 61       |
| Estados Unidos  | R&R Hot AC                             | 77       |
| Europa          | Eurochart Hot 100 Singles              | 8        |
| Europa          | European Hot Radio Top 50              | 33       |
| Francia         | SNEP                                   | 14       |
| Islandia        | Íslenski Listinn Topp 40               | 31       |
| Países Bajos    | Top 40 Tipparade                       | 46       |
| Países Bajos    | Dutch Single Tip                       | 80       |
| Reino Unido     | UK Singles Chart                       | 63       |
| Rumania         | Romanian Top 100                       | 27       |
| Suecia          | Sverigetopplistan                      | 54       |
| Suiza           | Schweizer Hitparade                    | 22       |

| País              | Lista (1990-1999)   | Posición |
| ----------------- | ------------------- | -------- |
| Bélgica (Flandes) | Ultratop 50 Singles | 331      |
| Canadá            | SoundScan           | 28       |

## Certificaciones y ventas
| País (organismo certificador) | Certificación | Unidades certificadas/Ventas |
| ----------------------------- | ------------- | ---------------------------- |
| Alemania (BVMI)               | Oro           | 250 000                      |
| Australia (ARIA)              | Oro           | 35 000                       |
| Bélgica (BEA)                 | Platino       | 50 000                       |
| Francia (SNEP)                | Oro           | 447 000                      |
| Reino Unido (BPI)             | Oro           | 400 000                      |
| Suiza (IFPI Suiza)            | Oro           | 25 000                       |
| Sumario                       |               |                              |
| Mundo                         | —             | 2 100 000                    |

## Créditos y personal

### Dirección
- Grabación en CTS Studios (Londres)
- Mezcla en Larrabee Studios North (North Hollywood)
- Masterización en A&M Mastering (Los Ángeles)

### Personal
- Madonna: voz, remezclas
- Tim Rice: composición
- Andrew Lloyd Webber: composición, producción, orquestación
- Nigel Wright: producción, mezcla
- Alan Parker: producción
- David Caddick: producción
- David Cullen: orquestación
- John Mauceri: dirección de orquesta
- David Reitzas: mezcla
- Pablo Flores: remezclas
- Javier Garza: remezclas
- Dave Collins: masterización
- David Appleby: fotografía

Créditos adaptados de la banda sonora Evita y de las notas del maxi CD de «Don't Cry for Me Argentina».

### En español
- Balmaceda, Tomás (2018). Los 90: La década que amamos odiar. Ediciones B. ISBN 978-987-627-390-9.
- D'Amore, Ignacio; López, Mariano (2012). Enciclopedia Gay. Argentina: Penguin Random House Grupo Editorial. ISBN 9789500737968.
- Falconi, Francesco (2017). Loco por Madonna. La Reina del Pop. Babelcube Inc. ISBN 150717795X.
- Franco, Liliana (2017). Los secretos de la Casa Rosada. Editorial Sudamericana. ISBN 978-950-07-6050-8.
- Salaverri, Fernando (2005). Sólo éxitos: año a año, 1959–2002. España: Fundación Autor-SGAE. ISBN 84-8048-639-2.
- Soria, Claudia (2005). Los cuerpos de Eva: anatomía del deseo femenino. Beatriz Viterbo Editora. ISBN 950-845-057-6.

### En inglés
- Adams, Fiona (2011). Culture Shock!: A Survival Guide to Customs and Etiquette: Argentina. Marshall Cavendish Corporation. ISBN 978-0-7614-6050-3.
- Andrews, Marc (2022). Madonna Song by Song. Fonthill Media LLC. ISBN 978-1-78155-844-7.
- Barnett, LeRoy; Damstra, Carolyn (2002). Makin' Music: Michigan's Rock & Roll Legacy. Michigan Historical Center. ISBN 0-935719-75-X.
- Bego, Mark (2000). Madonna: Blonde Ambition. Cooper Square Press. ISBN 0-8154-1051-4.
- Berry, Jo; Errigo, Angie (2004). Chick Flicks: Movies Women Love. Orion Publishing Group. ISBN 0-75286-832-2.
- Bleiler, David, ed. (1997). TLA Film & Video Guide, 1998-1999: The Discerning Movie Lover's Guide. St. Martin's Griffin. ISBN 0-312-17053-X.
- Bogdanov, Vladimir; Woodstra, Chris; Erlewine, Stephen Thomas, eds. (2002). All Music Guide to Rock: The Definitive Guide to Rock, Pop, and Soul (3.ª edición). Backbeat Books. ISBN 0-87930-653-X.
- Bronson, Fred (2003). Billboard's Hottest Hot 100 Hits (3.ª edición). Billboard Books. ISBN 0-8230-7738-1.
- Broomfield-McHugh, Dominic, ed. (2023). Stars, Studios, and the Musical Theatre Screen Adaptation: An Oxford Handbook of Musical Theatre Screen Adaptations, Volume 3. Oxford University Press. ISBN 978-0-19-766325-7.
- Chow, Victoria (2004). Madonna. Bookmart Limited. ISBN 1-904756-12-3.
- Clerk, Carol; Appel, Stacey (2012). Madonna Style. Omnibus Press. ISBN 978-1-78038-152-7.
- Coupland, Nikolas, ed. (2010). The Handbook of Language and Globalization. Wiley-Blackwell. ISBN 978-1-4051-7581-4.
- Coveney, Michael (1999). Cats on a Chandelier: The Andrew Lloyd Webber Story. Hutchinson. ISBN 0-09-180170-2.
- Craddock, Jim (2014). VideoHound's Golden Movie Retriever 2015. Gale, Cengage Learning. ISBN 978-1-5730-2491-4.
- Dean, Maury (2003). Rock 'n' Roll Gold Rush: A Singles Un-Cyclopedia. Algora Publishing. ISBN 0-87586-207-1.
- Dixon, Mike (2022). Turn Around and Take a Bow!. Troubador Publishing Ltd. ISBN 978-1803132-495.
- Easlea, Daryl; Fiegel, Eddi (2012). Madonna: Blond Ambition. Backbeat Books. ISBN 978-1-61713-034-2.
- Edmondson, Jacqueline, ed. (2013). Music in American Life: An Encyclopedia of the Songs, Styles, Stars, and Stories That Shaped Our Culture. Bloomsbury Publishing USA. ISBN 978-0-313-39347-1.
- Evans, Peter; Glassborow, Philip, eds. (1999). 100 Years 100 Songs. Omnibus Press. ISBN 0-7119-7768-2.
- Faith, Karlene (1997). Madonna, Bawdy & Soul. University of Toronto Press. ISBN 0-8020-4208-2.
- Fhaner, Beth A., ed. (1997). Magill's Cinema Annual 1997: A Survey of 1996 Films. Gale Research. ISBN 0-7876-1155-7.
- Fouz-Hernández, Santiago; Jarman-Ivens, Freya, eds. (2004). Madonna's Drowned Worlds: New Approaches to Her Cultural Transformations, 1983-2003. Ashgate Publishing Limited. ISBN 0-7546-3371-3.
- Frank, Nicole (2000). Argentina: Countries of the World. Gareth Stevens Publishing. ISBN 0-8368-2315-X.
- Gabriel, Mary (2023). Madonna: A Rebel Life. Hachette Book Group. ISBN 978-0-316-45644-9.
- Gonthier, Jr., David F.; O'Brien, Timothy M. (2015). The Films of Alan Parker, 1976-2003. McFarland & Company. ISBN 978-0-7864-9725-6.
- Graham-Jones, Jean (2014). Evita, Inevitably: Performing Argentina's Female Icons Before and After Eva Perón. University of Michigan Press. ISBN 978-0-472-12055-0.
- Guides, Museyon (2009). Film + Travel North America, South America: Traveling the World Through Your Favorite Movies. Museyon, Inc. ISBN 978-0-9822320-2-6.
- Guilbert, Georges-Claude (2002). Madonna as Postmodern Myth. McFarland & Company. ISBN 0-7864-1408-1.
- Holm-Hadulla, Rainer Matthias (2023). The Creative Transformation of Despair, Hate, and Violence: What we can learn from Madonna, Mick Jagger & Co. Springer Nature. ISBN 978-3-031-27383-4.
- Kennedy, Colin, ed. (2006). The Empire Film Guide. Virgin Books. ISBN 978-0-7535-1046-9.
- Knapp, Raymond (2006). The American Musical and the Performance of Personal Identity. Princeton University Press. ISBN 978-0-691-12524-4.
- Kniffel, Leonard (2013). Musicals on the Silver Screen: A Guide to the Must-See Movie Musicals. Huron Street Press. ISBN 978-1-937589-30-1.
- Knopper, Steve, ed. (1998). Musichound Lounge: The Essential Album Guide to Martini Music and Easy Listening. Visible Ink Press. ISBN 1-57859-048-5.
- Koopmans, Andy (2003). Madonna. Lucent Books. ISBN 1-59018-138-7.
- Lwin, Nanda (2000). Top 40 Hits: The Essential Chart Guide. Music Data Canada. ISBN 1-896594-13-1.
- Marcovitz, Hal (2010). Madonna. Chelsea House Publishers. ISBN 978-1-60413-859-7.
- Mazer, Sharon (2023). Performance in Popular Culture. Taylor & Francis. ISBN 978-1-032-03648-9.
- McLean, Malcolm (2020). Freak Like Me: Confessions of a 90s Pop Groupie. RedDoor Publishing Limited. ISBN 978-1-910453-69-8.
- Metz, Allen; Benson, Carol, eds. (1999). The Madonna Companion: Two Decades of Commentary. Schirmer Books. ISBN 0-02-864972-9.
- Morton, Andrew (2001). Madonna. St. Martin's Press. ISBN 0-312-28786-0.
- Muir, John Kenneth (2005). Singing a New Tune: The Rebirth of the Modern Film Musical from Evita to De-Lovely and Beyond. Applause Theatre & Cinema Books. ISBN 1-55783-610-8.
- Nail, Jimmy (2004). Northern Soul: The Autobiography. Penguin Group. ISBN 0-718-14653-0.
- O'Brien, Lucy (2007). Madonna: Like an Icon. HarperCollins. ISBN 0-06-089896-8.
- Parkinson, David (2007). The Rough Guide to Film Musicals. Rough Guides. ISBN 978-1-84353-650-5.
- Perone, James E. (2020). Listen to Movie Musicals!: Exploring a Musical Genre. Bloomsbury Publishing USA. ISBN 978-1-4408-6971-6.
- Portantiere, Michael (2004). The Theatermania Guide to Musical Theater Recordings. Back Stage Books. ISBN 0-8230-8435-3.
- Rabadán Vega, María Belén; Vohnsen, Mirna (2021). Eva Perón: A Reference Guide to Her Life and Works. Rowman & Littlefield. ISBN 9781538139127.
- Rettenmund, Matthew (1995). Encyclopedia Madonnica. St. Martin's Press. ISBN 0-312-11782-5.
- Rice, Tim (1999). Oh, What a Circus: The Autobiography, 1944-1978. Hodder & Stoughton. ISBN 0-340-65459-7.
- Roberts, David, ed. (1998). Guinness Rockopedia: The Ultimate A-Z of Rock & Pop. Guinness Publishing Ltd. ISBN 0-85112-072-5.
- Rolling Stone Press (1997). Madonna: The Rolling Stone Files. Hyperion. ISBN 0-7868-8154-2.
- Rooksby, Rikky (2004). The Complete Guide to the Music of Madonna. Omnibus Press. ISBN 978-0-7119-9883-4.
- Runciman, Cathy; Saharrea, Leticia, eds. (2001). Time Out Buenos Aires. Penguin Books. ISBN 0-14-100354-5.
- Snelson, John (2009). Andrew Lloyd Webber. Yale University Press. ISBN 978-0-300-15113-8.
- Sullivan, Caroline (2014). Madonna: Ambition. Music. Style. Carlton Books Limited. ISBN 978-1-78097-563-4.
- Taraborrelli, J. Randy (2002). Madonna: An Intimate Biography. Berkley Books. ISBN 0-425-18669-5.
- Thompson, Douglas (2002). Madonna: Queen of the World. John Blake Publishing. ISBN 1904034101.
- Tyler, Don (2010). The Great Movie Musicals: A Viewer's Guide to 168 Films That Really Sing. McFarland & Company. ISBN 978-0-7864-4384-0.
- Victor, Barbara (2001). Goddess. Cliff Street Books. ISBN 0-06-019930-X.

### En otros idiomas
- Chuberre, Erwan (2008). Madonna Absolument! (en francés). Éditions Alphée. ISBN 978-2-7538-0293-3.
- Guaitamacchi, Ezio (2009). 1000 canzoni che ci hanno cambiato la vita (en italiano). Rizzoli. ISBN 978-88-58-61742-7.
- Ichbiah, Daniel (2016). Les chansons de Madonna (en francés). CreateSpace. ISBN 9781501024795.
- Pennanen, Timo (2021). Sisältää hitin (PDF) (en finés). Otava. ISBN 978-952-7460-01-6.
- Rajon, Florence (2005). Madonna: de A à Z (en francés). Groupe Express Éditions. ISBN 2-84343-318-5.
- Steensma, Frans (2003). Oor's Eerste Nederlandse Pop-Encyclopedie 2004 (en neerlandés) (14.ª edición). BBNC Uitgevers. ISBN 90-453-0374-4.